# Uragano Sandy
L'uragano Sandy è stato un uragano atlantico di fine stagione che ha colpito Giamaica, Cuba, Bahamas, Haiti, Repubblica Dominicana e la costa orientale degli Stati Uniti, raggiungendo la zona a sud della Regione dei Grandi Laghi degli Stati Uniti e il Canada orientale. È stato il diciottesimo ciclone tropicale, la diciottesima tempesta nominata e il decimo uragano del 2012. Mentre era ancora una tempesta di categoria 1 al largo della costa del nord-est degli Stati Uniti, la tempesta è diventata il più grande uragano atlantico mai registrato (come misurato dal diametro, con venti che coprivano 300 000 km). Stime preliminari di perdite a causa di danni e interruzioni di esercizio sono stimate a 65,6 miliardi di dollari, il che renderebbe Sandy il secondo uragano atlantico più costoso, battuto solo dall'uragano Katrina. Almeno 253 persone sono morte lungo il percorso della tempesta nei sette Paesi coinvolti. Sandy si era sviluppato da un'onda tropicale nel Mare dei Caraibi occidentali il 22 ottobre in modo rapido ed è evoluto in tempesta tropicale sei ore più tardi. Sandy si muoveva lentamente verso nord in direzione delle Grandi Antille, intensificandosi gradualmente. Il 24 ottobre Sandy è diventato un uragano, impattando vicino a Kingston (Giamaica) e, poche ore dopo, è riemerso rinforzato nel Mar dei Caraibi, diventando di categoria 2. Il 25 ottobre Sandy ha colpito Cuba, poi si è indebolito ed è tornato alla categoria 1. All'inizio del 26 ottobre, Sandy si è mosso attraverso le Bahamas. Il 27 ottobre si è indebolito temporaneamente fino a diventare una tempesta tropicale, per poi rafforzarsi ulteriormente e tornare a essere un uragano di categoria 1. Il 29 ottobre Sandy ha curvato verso nord-ovest, toccando terra vicino ad Atlantic City, New Jersey, come un post-ciclone tropicale con venti da uragano. Poco dopo, i media hanno soprannominato la tempesta "Superstorm Sandy".
In Giamaica, i venti hanno lasciato il 70% dei residenti senza elettricità, i tetti sono stati scardinati dagli edifici, una persona ha perso la vita e i danni ammontano a circa 55,23 milioni di dollari. Ad Haiti, i "venti esterni" di Sandy hanno provocato inondazioni che hanno causato almeno 54 vittime, scarsità di cibo e lasciato circa 200.000 persone senza tetto. Nella Repubblica Dominicana sono morte due persone. A Porto Rico, un uomo è stato portato via dalla violenta corrente di un fiume. A Cuba, ci sono state abbondanti inondazioni costiere e danni causati dal vento verso l'interno, distruggendo circa 15.000 case, uccidendo 11 abitanti e causando danni per 2 miliardi di dollari. Alle Bahamas, due persone sono morte e i danni stimati ammontano a 300 milioni di dollari. In Canada, due persone sono decedute in Ontario e la cifra stimata di danni è stata di 100 milioni di dollari in tutto l'Ontario e il Québec.
Negli Stati Uniti, l'uragano Sandy ha interessato 24 stati, tra cui l'intera costa est dalla Florida al Maine e a ovest attraverso i monti Appalachi nel Michigan e Wisconsin, con danni particolarmente gravi in New Jersey e New York. La tempesta ha colpito New York il 29 ottobre, inondando strade, tunnel e linee della metropolitana e causando blackout in tutta la città. I danni negli Stati Uniti sono stimati a più di 63 miliardi di dollari.

## Storia della tempesta

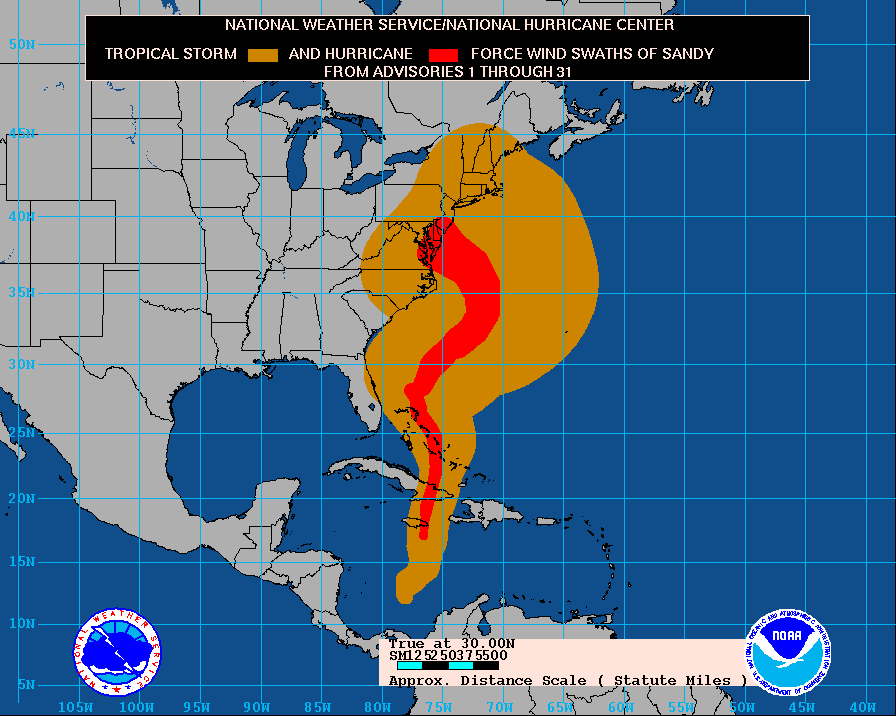
Il percorso di Sandy

Sandy si è sviluppato a partire da un'onda tropicale di forma allungata nel Mar dei Caraibi occidentale, il 22 ottobre 2012. È diventato una depressione tropicale, che è poi stata rinominata tempesta sei ore più tardi. La tempesta avanzava lentamente verso nord delle Grandi Antille, rafforzandosi sempre di più.
Il 24 ottobre Sandy è stato classificato come uragano, poco prima di raggiungere le coste della Giamaica. Dopo essersi spostato più a nord, Sandy si è diretto verso il mare e in seguito ha colpito l'isola di Cuba la mattina del 25 ottobre, come uragano di categoria 2. Durante la notte di quello stesso giorno, Sandy si è indebolito a categoria 1. Nelle prime ore del 26 ottobre, si è diretto verso nord, passando attraverso le Bahamas. Inizialmente indebolito a tempesta tropicale, si è rafforzato di nuovo, diventando di categoria 1 durante la giornata del 27 ottobre.

Intorno alle otto del mattino del 29 ottobre, si è rivolto a nord-ovest e ha iniziato ad avvicinarsi alla costa degli Stati Uniti, mantenendo la categoria 1. Anche se il National Hurricane Center non ha ancora confermato la posizione dell'uragano in passato, alle 17:46 ora locale statunitense, Accuweather  annunciò che l'uragano si trovava tra Avalon e Sea Isle City nella Contea di Cape May, New Jersey. 
 Il NOAA ha annunciato ufficialmente che la tempesta toccò la terraferma alle 20:00 circa CEST, a 5 miglia a sud-ovest di Atlantic City. Il 29 ottobre 2012, alle 19:00 EDT, Sandy è stato dichiarato un post-ciclone tropicale.L'impatto dell'uragano sugli Stati Uniti si estese dalla Virginia al New England, con venti violenti fino all'entroterra e portando neve in montagna nello stato della Virginia Occidentale.
Il ciclone è stata la causa di una tempesta record a New York la sera del 29 ottobre 2012, con allagamenti di strade e tunnel, in particolare a Lower Manhattan e in altre aree della città. L'uragano ha avuto un'estensione pari a oltre 3200 chilometri. Secondo alcune stime, nei soli Stati Uniti, oltre 4 milioni di persone sono rimaste senza corrente.

## Preparazione alla tempesta

### Caraibi

#### Giamaica
Dopo che la tempesta è diventata un ciclone tropicale il 22 ottobre, il governo della Giamaica ha lanciato l'allerta di tempesta tropicale per l'intera isola. In seguito, il 23 ottobre, l'allerta è stata sostituita con un avviso di tempesta tropicale ed è stato emessa una allerta uragano. Alle 15:00 UTC, l'allerta di uragano è stata aggiornata a avviso, mentre l'avviso di tempesta tropicale è stato interrotto.

#### Haiti
Poco dopo che la Giamaica diede la sua prima allerta il 22 ottobre, anche il Governo di Haiti fece lo stesso.

#### Cuba
Il Governo di Cuba ha emesso un'allerta uragano per le province cubane di Camagüey, Granma, Guantanamo, Holguín, Las Tunas e Santiago di Cuba alle 15:00 UTC del 23 ottobre. Solo tre ore più tardi, l'allerta uragano era stata classificata come avviso. Sandy è però entrato dal Mar Verde come uragano di categoria 2, a pochi km da Santiago de Cuba, rimanendovi per più di 3 ore, senza riuscire a risalire la sierra. Ha praticamente distrutto la costa, con onde alte circa 9 metri. Ha spazzato via interi villaggi costieri (Aguadore, Mar Verde, Siboney, Hotel Bucanero, ecc.), compresa la zona aeroportuale di Santiago de Cuba. La città ha cambiato aspetto: essendo una zona molto ricca di vegetazione e coltivazioni, gli alberi sono stati sradicati dal terreno e la città è stata devastata. La corrente elettrica è mancata per diverso tempo, da una settimana a 20 giorni, a seconda delle problematiche dei vari reparti. L'esercito cubano, i vari tecnici e operai cubani e la popolazione hanno lavorato duramente per rimettere in sesto la seconda città dell'isola.

#### Bahamas
Il Governo delle Bahamas, alle 15 UTC del 23 ottobre, ha emesso un'allerta tempesta tropicale per diverse isole delle Bahamas, incluse le Acklins, Cat Island, Crooked Island, Exuma, Inagua, Long Cay , Long Island, Mayaguana, Ragged Island, Rum Cay e San Salvador. Più tardi quel giorno, un altro allarme di tempesta tropicale venne rilasciato anche per le Isole Abaco, Andros Island, Berry Islands, Bimini, Eleuthera, Grand Bahama e New Providence. All'inizio del 24 ottobre, il pericolo tempesta tropicale a Cat Island, Exuma, Long Island, Rum Cay e San Salvador è stato aggiornato ad avviso di tempesta tropicale.

### Bermuda
Alle ore 11:15 EDT (1515 UTC) del 26 ottobre, il Servizio Meteorologico delle Bermuda ha diramato l'allarme di tempesta tropicale, comunicando le enormi dimensioni della tempesta e gli effetti di ampia portata previsti.

### Stati Uniti

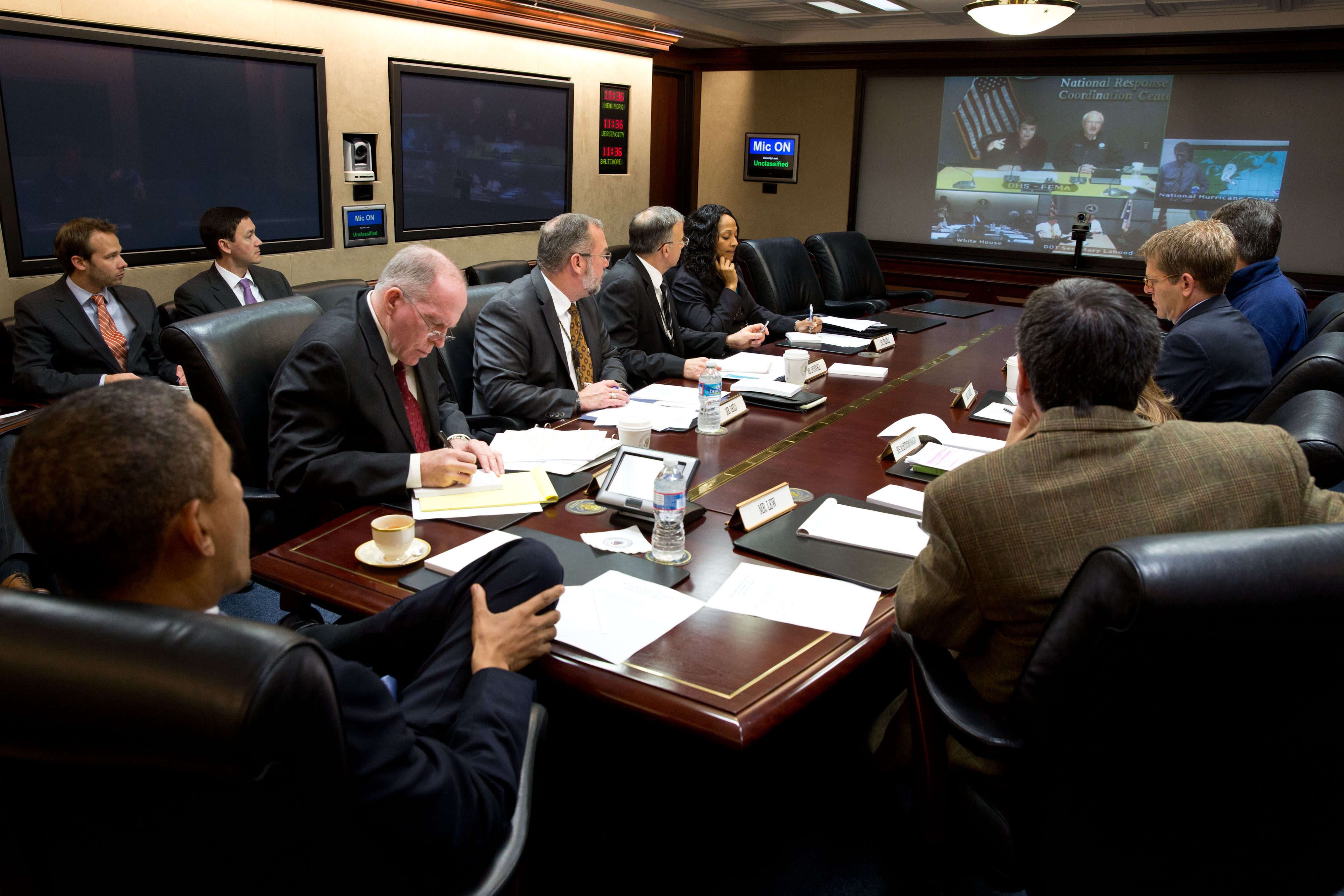
Il presidente USA, Barack Obama, in conferenza con il Dipartimento per la Sicurezza Nazionale durante i preparativi all'arrivo del ciclone.

Gran parte della costa orientale degli Stati Uniti, nel Mid-Atlantic e negli Stati del New England, aveva buone probabilità di trovarsi in condizioni di tempesta, inondazioni, pioggia e forse neve all'inizio della settimana del 28 ottobre, a causa di un ibrido insolito dell'uragano Sandy e di una tempesta invernale, che produceva il cosiddetto effetto Fujiwhara. I meteorologi del governo hanno informato che c'era una probabilità del 90% (un incremento rispetto al 60% registrato il 24 ottobre) che la costa orientale potesse essere colpita dalla tempesta. Alcuni media hanno iniziato a riferirsi all'unione prevista del sistema tropicale e del fronte di tempesta con il soprannome di "Frankenstorm". Tuttavia, man mano che la copertura continuava, molti punti vendita hanno cominciato a evitare questo termine a favore di "Supertempesta", con la CNN che ha imposto un embargo sull'uso del termine "Frankenstorm" nelle sue relazioni, per presunti motivi di sensibilità. I servizi pubblici e i governi lungo la costa orientale hanno cercato di prevenire interruzioni di corrente a lungo termine a causa di Sandy. Le compagnie elettriche dal sud-est al New England hanno avvisato i contraenti indipendenti di essere pronti ad aiutare e a riparare le apparecchiature rapidamente, chiedendo ai dipendenti di annullare le vacanze e lavorare di più. I ricercatori dell'Università Johns Hopkins, utilizzando un modello al computer basato su dati di interruzione di energia provenienti da uragani precedenti, hanno previsto che 10 milioni di clienti lungo la costa orientale avrebbero perso energia a causa di Sandy. Nel New Jersey, dove ci si aspettava l'impatto con la terraferma, FirstEnergy (la compagnia che fornisce l'elettricità nel New Jersey) ha comunicato ai dipendenti di essere pronti a lunghi turni.
Attraverso gli uffici regionali ad Atlanta, Filadelfia, New York e Boston, la Federal Emergency Management Agency (FEMA) ha monitorato Sandy in stretto coordinamento con i partner di gestione delle emergenze statali in Florida e nel Sud-Est, nel Mid-Atlantic e negli Stati del New England. Il Presidente Obama ha firmato le dichiarazioni di emergenza il 28 ottobre per diversi stati che sarebbero stati colpiti da Sandy, permettendo loro di richiedere aiuti federali e preparare i supplementi prima della tempesta.
Amtrak ha cancellato alcuni servizi il 29 ottobre in preparazione della tempesta. La cancellazione di voli e gli avvisi per i viaggi sulla costa orientale degli USA sono stati messi in atto nel Mid-Atlantic e nelle zone del New England. Oltre 5.000 voli aerei commerciali programmati per il 28 e il 29 ottobre sono stati cancellati dal pomeriggio del 28.
La Guardia Nazionale statunitense e l'Aeronautica statunitense hanno schierato ben 45.000 persone in almeno sette stati in allerta per un possibile servizio in risposta alle preparazioni e agli strascichi di Sandy.

### Sud-est

#### Florida

Un'immagine satellitare della tempesta il 28 ottobre. L'intera costa orientale è visibile, con la Florida che appare serena in fondo all'immagine, mentre il profilo della costa del Maine è visibile in alto a destra.

Sandy ha intensificato i venti e le piogge a sud della Florida tra il 25 e il 27 ottobre, causando chiusure e cancellazioni di attività nelle scuole delle contee di Palm Beach, Broward e Miami-Dade. Anche le scuole della Treasure Coast  hanno annunciato la chiusura per il 26 ottobre in previsione dell'arrivo di Sandy. La tempesta ha provocato inondazioni e erosione delle spiagge lungo le aree costiere nel sud della Florida. Una nave di spionaggio russa ha ricevuto il permesso di rimanere a Jacksonville per evitare Sandy, non lontano dalla Naval Submarine Base Kings Bay.

#### North Carolina
Il 26 ottobre, il governatore della Carolina del Nord, Beverly Perdue, ha dichiarato lo stato di emergenza per 38 contee orientali, in vigore dal 27 ottobre. Successivamente, dal 29 ottobre, lo stato di emergenza è stato esteso a 24 contee nella parte occidentale, dove si sono registrati accumuli di neve fino a un piede attribuiti a Sandy. Il National Park Service ha chiuso almeno cinque sezioni del Blue Ridge Parkway.

#### Virginia
La Marina degli Stati Uniti ha inviato oltre 27 navi e forze in mare dalla base navale di Norfolk per garantire la loro protezione. Il governatore McDonnell ha autorizzato l'attivazione di 630 membri della Guardia Nazionale prima dell'arrivo della tempesta. Il candidato presidenziale del Partito Repubblicano, Mitt Romney, ha annullato le sue apparizioni promozionali programmate per il 28 ottobre a Virginia Beach, in Virginia, e nel New Hampshire il 30 ottobre. Anche il vicepresidente Joe Biden ha cancellato la sua apparizione il 27 ottobre a Virginia Beach e un evento di campagna elettorale previsto per il 29 ottobre nel New Hampshire. Il presidente Barack Obama ha annullato un evento di campagna con l'ex presidente Bill Clinton in Virginia programmato per il 29 ottobre, insieme a un viaggio a Colorado Springs, nel Colorado, previsto per il giorno successivo, a causa dell'imminente tempesta, annunciando che sarebbe rimasto a Washington.

### Medio Atlantico

#### Washington
Il 26 ottobre, a Washington, il sindaco Vincent Gray ha dichiarato lo stato di emergenza. Nello stesso giorno, i governatori della Pennsylvania, del Maryland e della Virginia hanno anch'essi dichiarato lo stato di emergenza in preparazione per la tempesta in arrivo.
L'Ufficio della Direzione del Personale degli Stati Uniti ha annunciato che gli uffici federali nell'area di Washington rimarranno chiusi al pubblico il 29 e 30 ottobre. Inoltre, i servizi Metro di Washington , sia treni che autobus, sono stati sospesi il 29 ottobre a causa dei forti venti previsti, della probabilità di diffuse interruzioni di corrente e della chiusura del governo federale.
Il presidente Obama ha dichiarato lo stato di emergenza per il Distretto di Columbia. Anche lo Smithsonian Institution è rimasto chiuso per l'intera giornata del 29 ottobre.

#### Maryland
Il 27 ottobre, gli abitanti di Smith Island sono stati evacuati con l'assistenza della polizia per le risorse naturali del Maryland; la Contea di Dorchester ha creato due centri di accoglienza per le persone nelle zone soggette a inondazioni e Ocean City ha avviato la fase I del loro piano di operazioni di emergenza. La Baltimore Gas and Electric  ha messo a disposizione lavoratori e ha fatto venire altre squadre provenienti da altri stati. Il 28 ottobre, il presidente Obama ha dichiarato la situazione di emergenza nel Maryland e ha firmato un ordine che autorizzava l'Agenzia di gestione delle emergenze federale (Federal Emergency Management Agency) ad aiutare nelle operazioni di soccorso. Inoltre, numerose aree sono state evacuate, comprese parti di Ocean City, della contea di Worcester, di quella di Wicomico e di Somerset. Dal 27 ottobre 2012, ci sono serie possibilità che più di un centinaio di milioni di tonnellate di sedimenti mescolati con rami e detriti che galleggiano dietro la diga di Conowingo  possano eventualmente riversarsi nella baia di Chesapeake, il che rappresenterebbe una potenziale minaccia ambientale. Il Maryland Transit Administration  ha annullato tutti i servizi per il 29 e 30 ottobre. Le cancellazioni sono state applicate agli autobus, metropolitana leggera e un treno Amtrak MARC (Maryland Area Regional Commuter Rail). Il 29 ottobre, sei rifugi sono stati aperti a Baltimora e il voto anticipato è stato annullato per tutta la giornata. Il Commissario di Assicurazioni del Maryland Teresa Goldsmith ha attivato una norma straordinaria che richiede alle farmacie di compilare le prescrizioni indipendentemente dall'ultima data di riempimento. Il 29 ottobre, i Ponti sulla baia di Chesapeake, il Millard E. Tydings Memorial Bridge  e il Thomas J. Hatem Memorial Bridge  sul fiume Susquehanna sono stati chiusi al traffico nelle ore intorno a mezzogiorno.

#### Delaware

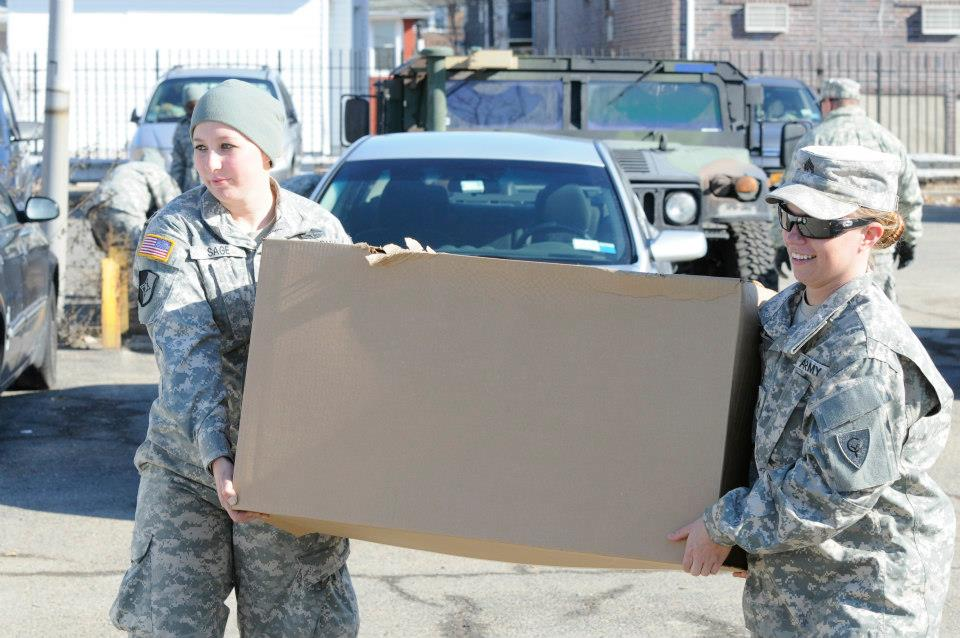
La Guardia Nazionale del Delaware impegnata ad aiutare la popolazione.

Il 28 ottobre, il governatore Jack Markell ha dichiarato lo stato di emergenza, evacuando le aree costiere della Contea di Sussex (Delaware). La Delaware Route 1  nel Delaware Seashore State Park  è stata chiusa a causa di inondazioni. Le strade nel Delaware sono rimaste chiuse al pubblico dopo le 05:00, fatta eccezione per il personale d'emergenza. I pedaggi sull'Interstate 95 e sulla Delaware Route 1 nello Stato non sono stati applicati.

#### New Jersey
Il 26 ottobre, nella Contea di Cape May, gli agenti hanno comunicato ai residenti delle Isole della Barriera  di evacuare. Vi sono state anche evacuazioni volontarie a Mantoloking , Bay Head , Barnegat Light , Beach Haven , Harvey Cedars, Long Beach, Ship Bottom e a Stafford.

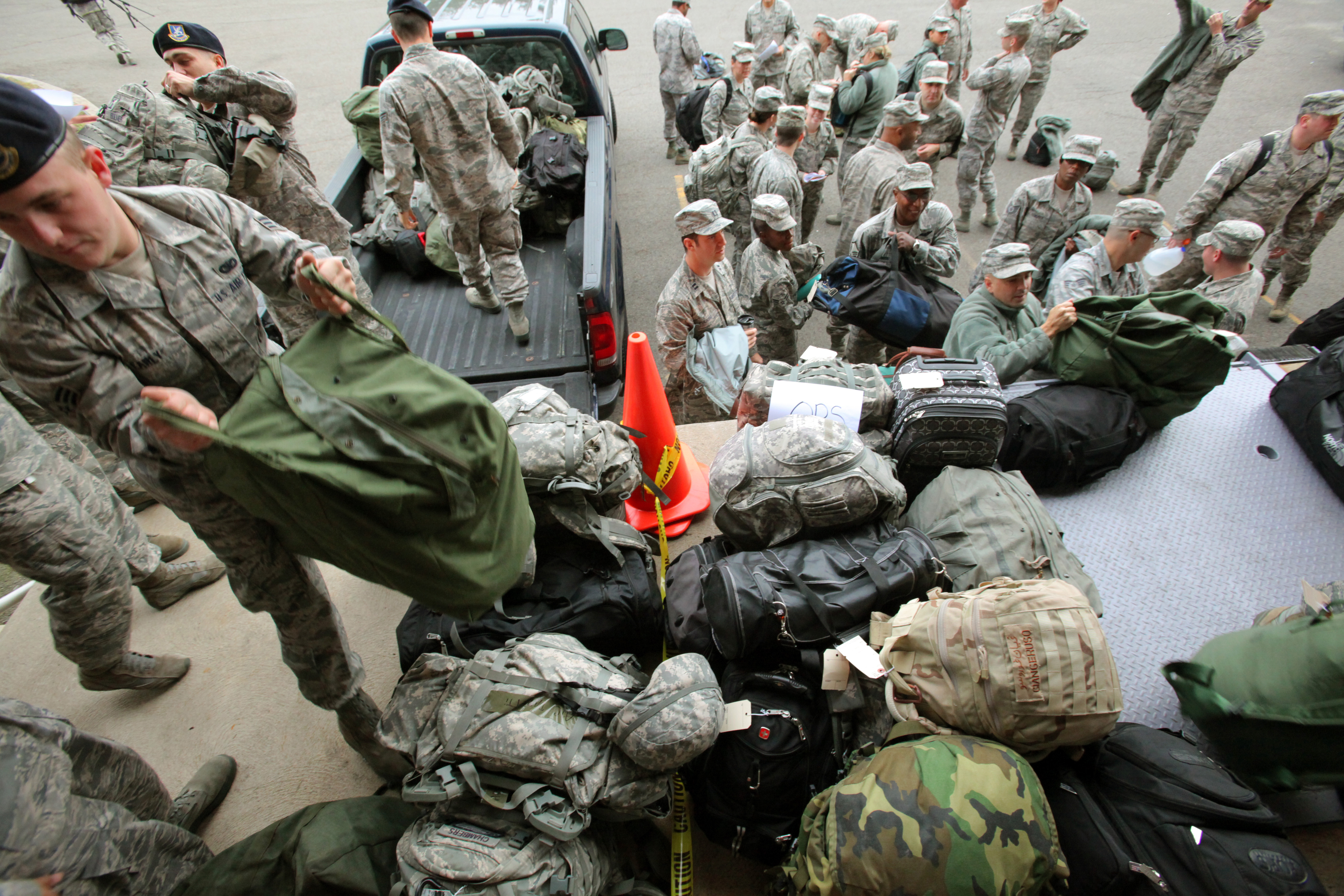
Aviatori della Guardia Nazionale del New Jersey si preparano, prima di essere inviati ad assistere i vari rifugi di emergenza prima dell'arrivo dell'uragano Sandy.

Il governatore del New Jersey, Chris Christie, ha ordinato l'evacuazione di tutti i residenti delle isole di barriera da Sandy Hook a Cape May e ha fatto chiudere tutti i casinò di Atlantic City. I pedaggi sono stati sospesi in direzione nord sulla Garden State Parkway  e sulla Atlantic City Expressway  verso ovest a partire dalle 6:00 del mattino del 28 ottobre. Il presidente Obama ha firmato una dichiarazione d'emergenza per il New Jersey, consentendo allo Stato di richiedere finanziamenti federali e altre forme di assistenza per le azioni intraprese prima dell'arrivo di Sandy sulla terraferma.
Il 28 ottobre, il sindaco di Hoboken, Dawn Zimmer , ha emesso un'ordinanza di evacuazione per i residenti delle abitazioni al livello della strada o inferiori, a causa del rischio di inondazioni. Il giorno successivo, il 29 ottobre, è stata disposta l'evacuazione anche per i residenti di Logan. Nel frattempo, la Jersey Central Power & Light  ha avvisato i propri dipendenti di prepararsi a turni di lavoro prolungati.
Il 29 ottobre, l'uragano Sandy ha colpito la terraferma nei pressi di Atlantic City. In risposta alla tempesta, la maggior parte delle scuole, dei college e delle università sono rimaste chiuse il 29 ottobre, e almeno 509 dei 580 distretti scolastici hanno sospeso le lezioni anche il 30 ottobre.

#### Pennsylvania
Il sindaco di Filadelfia, Michael Nutter, ha chiesto ai residenti delle zone basse e dei quartieri a rischio di inondazioni di evacuare le loro abitazioni entro le 14:00 del 28 ottobre e di trasferirsi in aree più sicure. L'Aeroporto Internazionale di Filadelfia ha sospeso tutte le operazioni di volo per il 29 ottobre. Il 29 ottobre, a Filadelfia, è stato chiuso il sistema di trasporto pubblico. Il 28 ottobre, il sindaco di Harrisburg, Linda Thompson, ha dichiarato lo stato d'emergenza per la città, entrato in vigore alle 5 del mattino del 29 ottobre. Le utenze elettriche dello Stato hanno portato uomini e attrezzature da altri stati, come Nuovo Messico, Texas e Oklahoma, per ripristinare rapidamente la rete.

#### New York

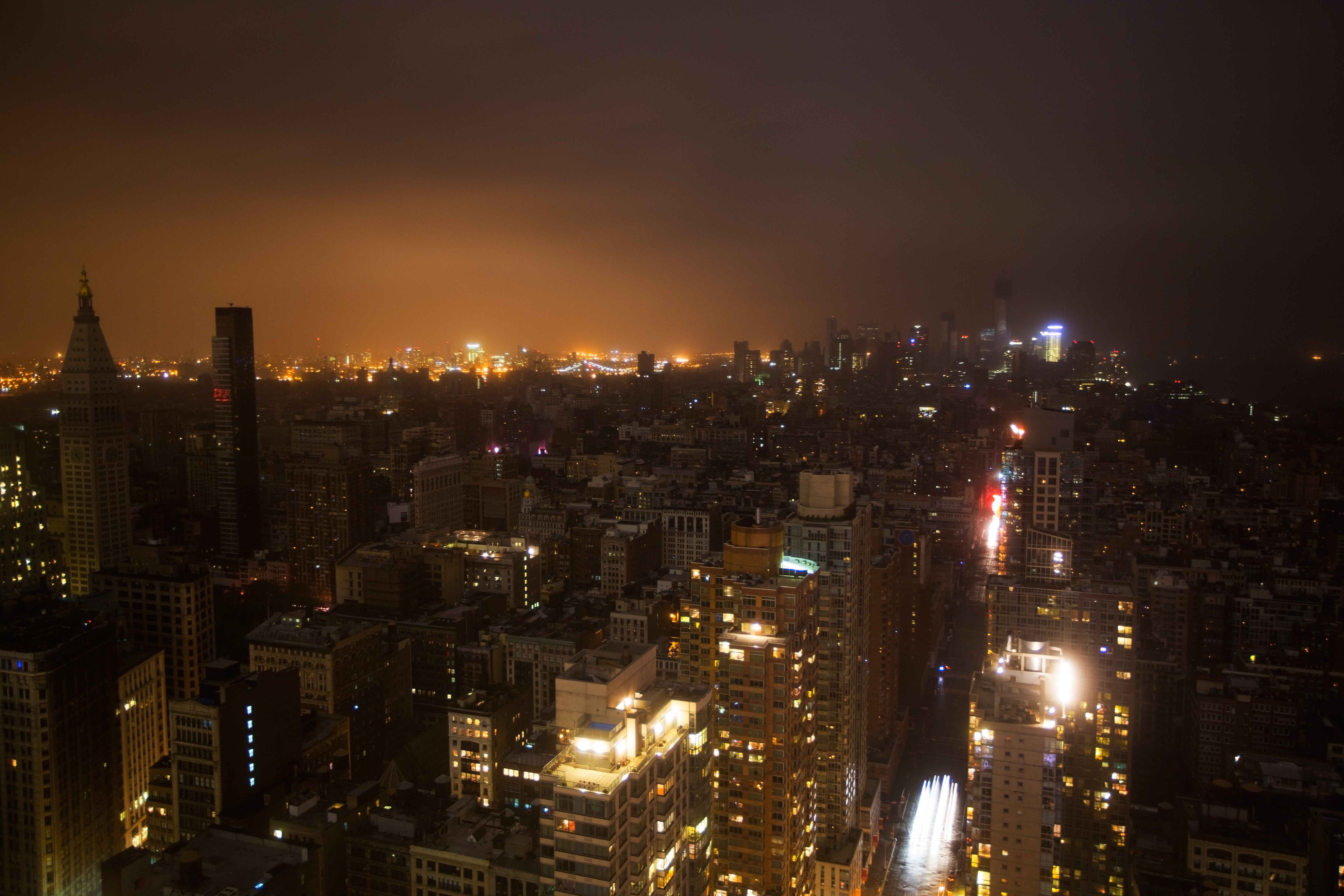
Manhattan ha subito un'interruzione di corrente che si è diffusa ampiamente durante la tempesta.

Il 26 ottobre, il Governatore di New York, Andrew Cuomo, ha dichiarato lo stato di emergenza per tutte le contee dello Stato. Ha anche richiesto una dichiarazione pre-disastro per accedere a una migliore assistenza federale. Più tardi quel giorno, il presidente Obama ha firmato la dichiarazione di emergenza per lo Stato di New York.
Tutti i tribunali statali sono stati chiusi il 29 ottobre, fatta eccezione per gli accordi e le applicazioni di emergenza. Le principali compagnie aeree hanno cancellato tutti i voli da e verso l'Aeroporto JFK, l'Aeroporto LaGuardia e l'Aeroporto Newark-Liberty. I servizi del Metro-North Railroad e della Long Island Rail Road sono stati sospesi dalle 19:00 del 27 ottobre; questi servizi ferroviari sono ripresi normalmente dal 2 novembre. Il Tappan Zee Bridge è stato chiuso il 29 ottobre alle ore 16:00 a causa delle condizioni di vento.
A Long Island, il sindaco della Contea di Nassau, Ed Mangano , ha ordinato l'evacuazione volontaria del South Shore  a causa dell'intensificarsi della tempesta, che comprende la zona a sud della Sunrise Highway  e a nord della Route 25A , con altezze superiori a 4,57 metri sopra il livello del mare o anche meno nella zona della North Shore . Sono stati aperti alcuni rifugi presso il Nassau Community College, la Levittown Memorial High School, la Locust Valley High School e la State University of New York at Old Westbury.
Nella Contea di Suffolk, sono state ordinate evacuazioni obbligatorie per i residenti di Fire Island e di Babylon, Islip, Brookhaven, Riverhead, Southampton e Southold. Dei rifugi sono stati aperti presso la Hampton Bays Secondary School , il Sachem East High School  e Brentwood High School Sonderling Building. Il 29 ottobre la maggior parte delle scuole nelle contee di Nassau e Suffolk chiudono, tra cui Nassau Community College, Molloy College, Hofstra University e Adelphi University.

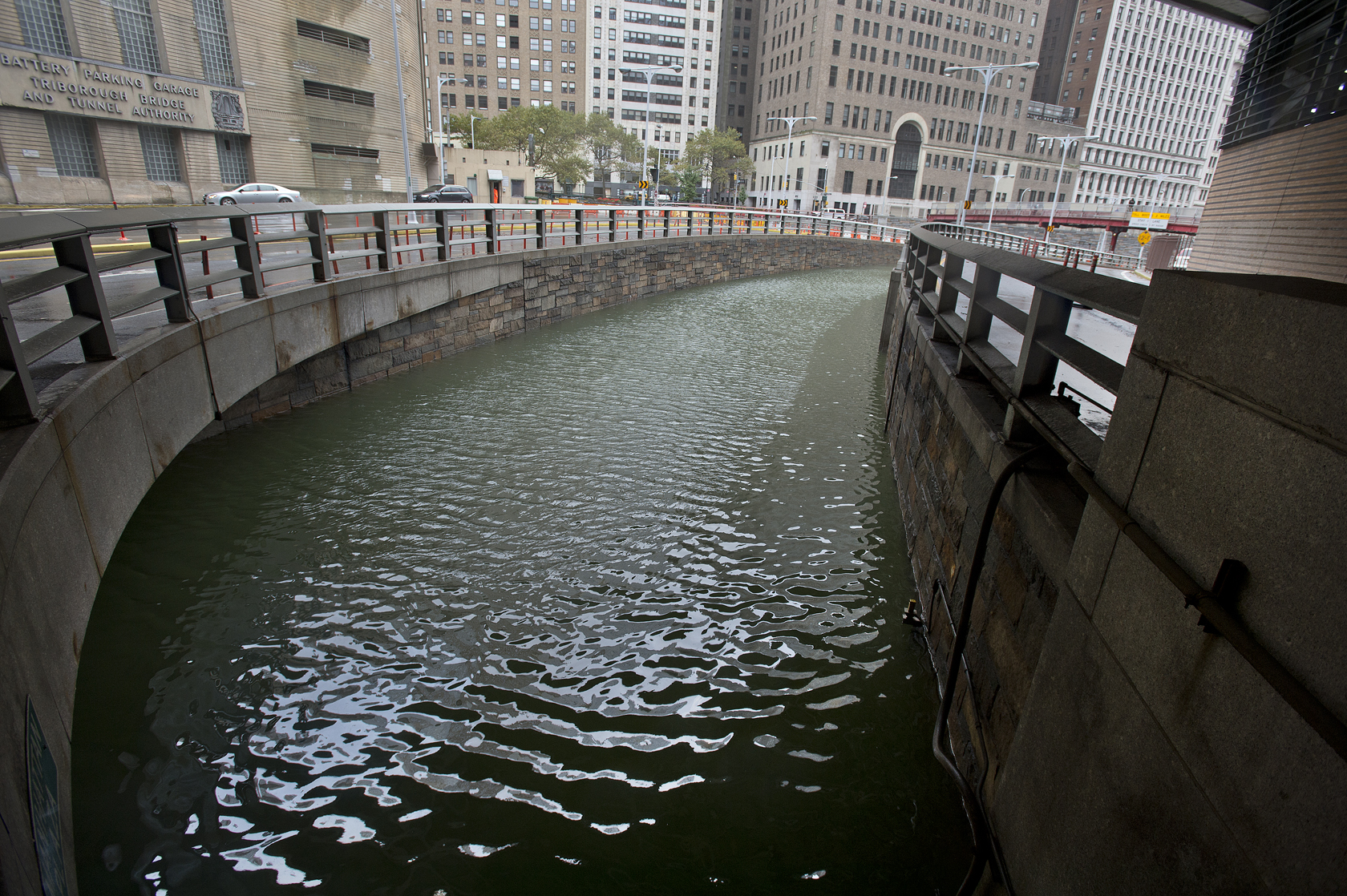
Il Brooklyn-Battery Tunnel rimasto allagato la mattina dopo la tempesta.

Il 26 ottobre il sindaco di New York, Michael Bloomberg, ha inizialmente dichiarato ai giornalisti che la città aveva cominciato a prendere precauzioni, ma che in quel momento non vi era alcuna richiesta di evacuazione obbligatoria e non si prevedeva di sospendere il trasporto pubblico o di chiudere le scuole. Tuttavia, il 28 ottobre il governatore Cuomo ha ordinato alla MTA di chiudere, compresa la metropolitana; in una conferenza stampa successiva all'annuncio di Cuomo, il 29 ottobre, il sindaco Bloomberg ha ordinato la chiusura delle scuole pubbliche e l'evacuazione obbligatoria della zona A, che comprende le aree vicine alla costa e ai corsi d'acqua. Il 28 ottobre i funzionari hanno attivato il piano di emergenza costiero della città, che includeva la chiusura della metropolitana e l'evacuazione dei residenti nelle aree colpite durante l'uragano Irene nell'agosto 2011. Sono stati aperti più di 76 rifugi di evacuazione in tutta la città.
La MTA ha annunciato che tutti i servizi di trasporto pubblico (metropolitana, autobus, pendolari) sarebbero stati sospesi a partire dalle 07:00 EDT del 28 ottobre. Il servizio degli autobus ha ripreso a funzionare in gran parte entro il 31 ottobre, mentre il servizio della metropolitana è tornato solo parzialmente alla normalità entro il 2 novembre.
Tutti i servizi e le stazioni dei treni PATH sono stati chiusi alle 12:01 del 29 ottobre; tutti i bus al Port Authority Bus Terminal hanno chiuso alle 3 del mattino e 200 soldati della Guardia Nazionale sono stati dispiegati nella città.

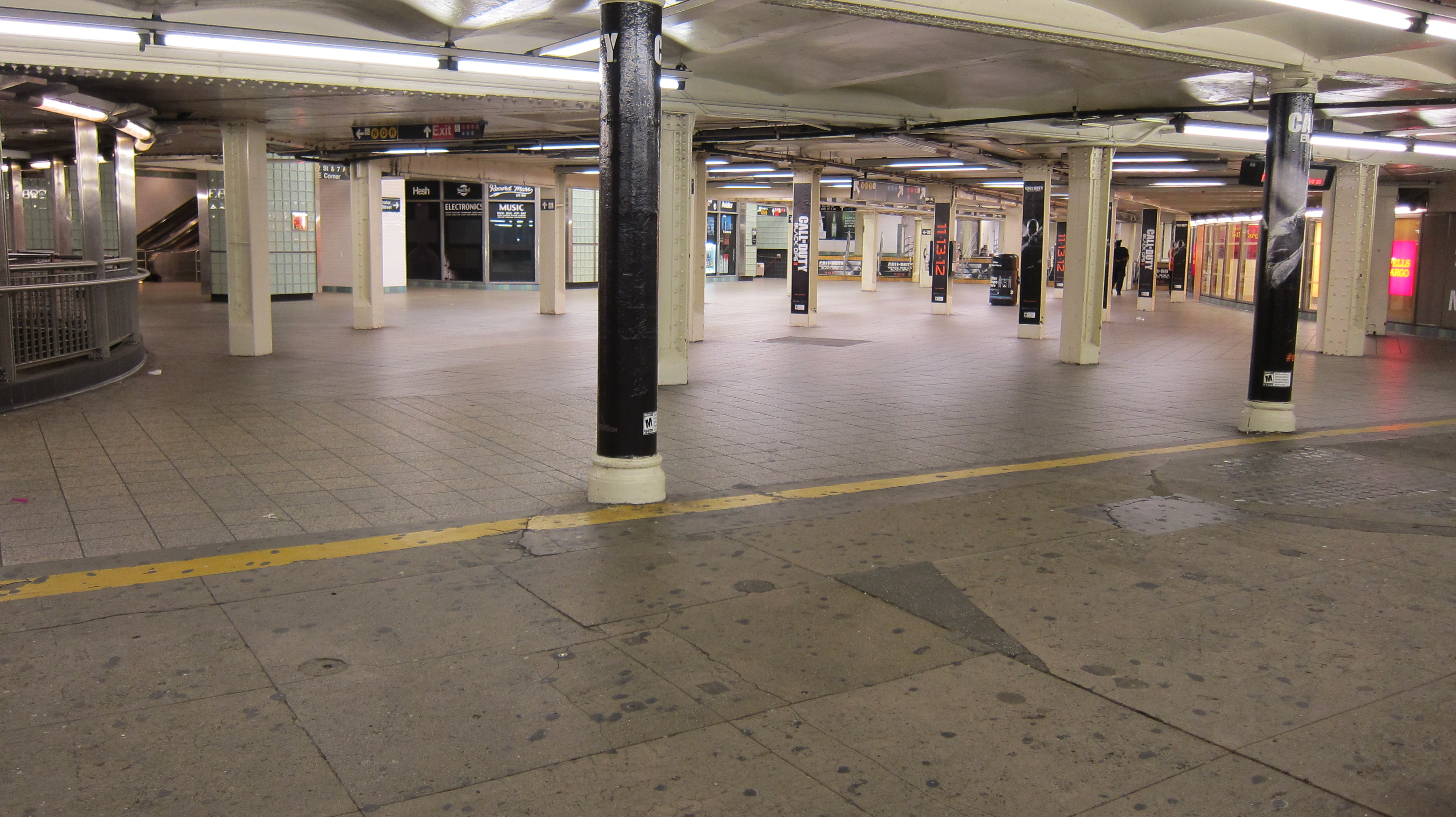
Stazione della metropolitana di Times Square deserta prima dell'arrivo di Sandy.

Battery Park, Central Park e Grand Central Terminal sono stati chiusi il 29 ottobre. Il Brooklyn Battery Tunnel e Holland Tunnel sono stati chiusi alle 14:00 EDT del 29 ottobre. Il Tappan Zee Bridge è stato chiuso in seguito sempre quel giorno e anche tutte le scuole di New York sono state chiuse per la settimana della tempesta.
Il NYU Langone Medical Center ha cancellato tutti gli interventi chirurgici e le procedure mediche, tranne che per quelle di emergenza. Inoltre, il 29 ottobre 2012, uno dei generatori di riserva dell'ospedale non ha funzionato e ciò ha richiesto l'evacuazione di centinaia di pazienti, compresi quelli dell'unità di terapia intensiva dell'ospedale. I teatri di Broadway hanno annullato gli spettacoli della sera del 28 e tutto il 29 ottobre. La borsa di New York è stata sospesa nei giorni 29 e 30 ottobre.

#### New England

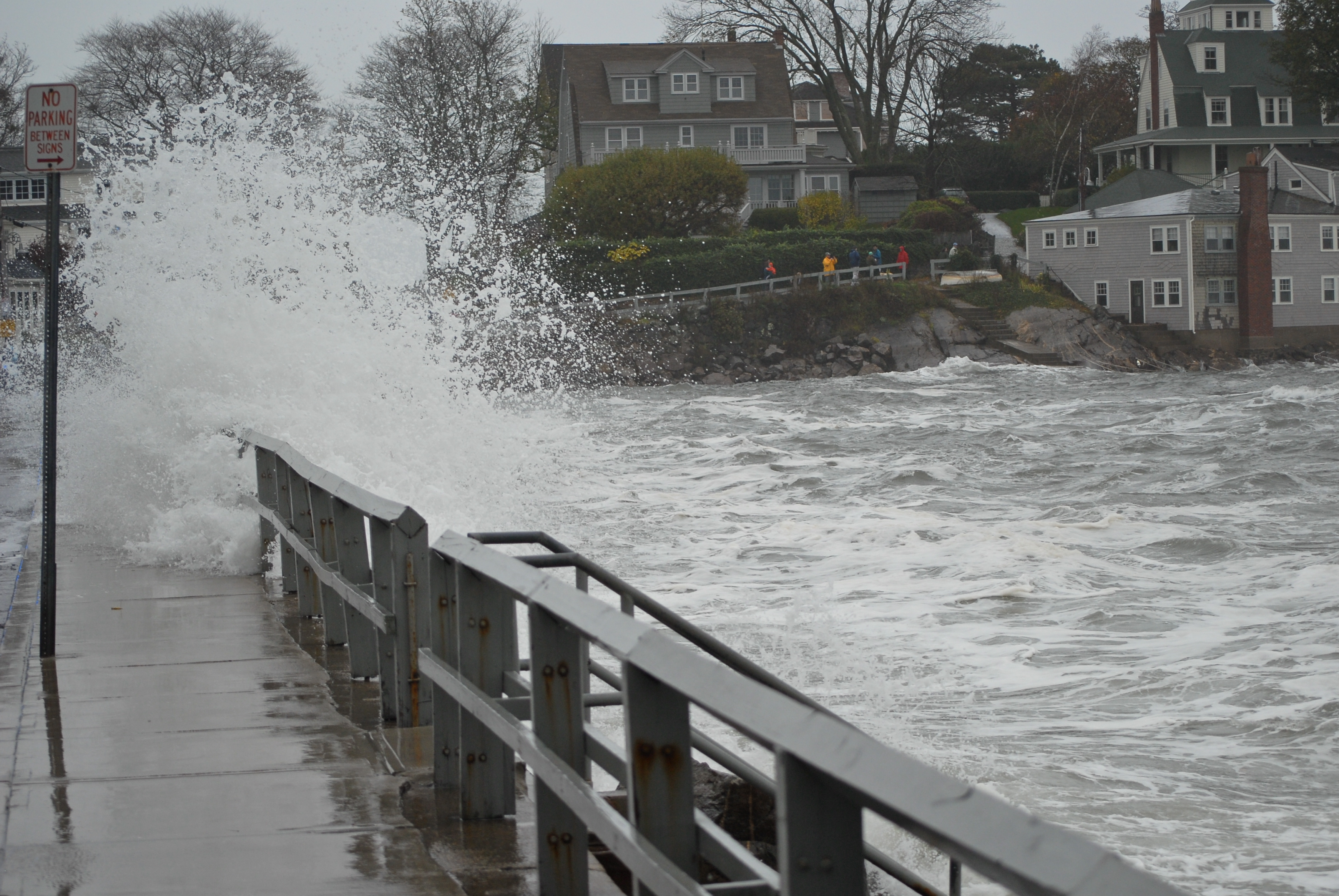
Inondazioni a Marblehead, nel Massachusetts, causata dall'uragano Sandy il 29 ottobre.

Il 26 ottobre, il governatore del Connecticut, Dan Malloy, ha parzialmente attivato il Centro di operazioni di emergenza dello Stato e ha firmato una dichiarazione di emergenza il giorno successivo. Il 28 ottobre, il presidente Obama ha approvato la richiesta del Connecticut per la dichiarazione di emergenza e centinaia di uomini della Guardia Nazionale sono stati schierati. Il 29 ottobre, Malloy ha ordinato la chiusura di tutte le strade statali. Numerose evacuazioni obbligatorie e parziali sono state emesse in diverse città del Connecticut.
Il 29 ottobre, il governatore del Massachusetts, Deval Patrick, ha ordinato agli uffici dello Stato di chiudere e lo ha consigliato alle scuole e alle imprese private. Il 28 ottobre, il presidente Obama ha emesso una dichiarazione di emergenza di pre-approdo dell'uragano per il Massachusetts. Molti rifugi sono stati aperti e molte scuole sono state chiuse. Il 28 ottobre, il governatore del Vermont, Peter Shumlin, quello del New Hampshire, John Lynch e quello del Maine Paul LePage hanno tutti dichiarato lo stato di emergenza.

### Appalachi e Medio-Ovest

#### Regione dei Grandi Laghi
Il 29 ottobre, il Servizio Meteorologico Nazionale statunitense ha emesso un avviso di tempesta per il Lago Huron, con onde che raggiungevano i 26 piedi, e forse anche i 38 piedi. Le onde del Lago Michigan avrebbero dovuto raggiungere i 19 piedi, con un potenziale di 33 piedi il 30 ottobre. Avvertenze di inondazioni sono state emesse a Chicago il 29 ottobre, dove si credeva di raggiungere onde di altezza tra i 18-23 piedi lungo il litorale della Contea di Cook e 25 piedi nel nord-ovest dell'Indiana. Avvisi di burrasche sono stati emessi fino alla mattina del 31 ottobre per il lago Michigan e Green Bay nel Wisconsin, inoltre, onde di 33 piedi sono state previste a Milwaukee e di 20 piedi a Sheboygan per la giornata del 30 ottobre. Le onde reali hanno raggiunto circa 20 piedi, ma sono state meno dannose del previsto. Il villaggio di Pleasant Prairie nel Wisconsin ha sollecitato l'evacuazione volontaria della sua zona lungo il lago, sebbene pochi residenti si registrarono e ci furono scarse inondazioni.
Il Michigan è stato colpito da un sistema di tempesta invernale in arrivo da ovest, mescolato con flussi di aria fredda dall'Artide e collidendo con l'uragano Sandy. Le previsioni del traffico hanno rallentato i trasporti sui Grandi Laghi, alcune navi hanno cercato rifugio al riparo dai venti di picco, ad eccezione di quelli sul Lago Superiore. La mattina del 30 ottobre, circa 120.000 persone sono rimaste senza elettricità nel sud-est del Michigan, con raffiche di vento fino ad 80 km/h. La DTE Energy (con sede a Detroit) ha annunciato di aver messo a disposizione 100 lavoratori per far fronte ai problemi causati dalla tempesta. La CMS Energy ha detto che la tempesta ha colpito 1.200 dei suoi 1,8 milioni di clienti nel Michigan. La Consumers Energy ha rilasciato più di una dozzina di dipendenti e 120 dipendenti a contratto per sistemare le diffuse interruzioni di erogazione di energia elettrica negli Stati Uniti orientali, numerose scuole hanno dovuto chiudere, soprattutto nella Contea St. Clair e nelle aree lungo il Lago Huron a nord della Metropolitana di Detroit. sono È stato segnalato che l'altezza delle onde sul Lago Huron abbia raggiunto i 23 piedi sul lato a sud del lago.
Della neve è stata segnalata in alcune parti dell'est dell'Ohio e a sud di Cleveland. Neve e strade ghiacciate sono state segnalate anche a sud di Columbus. Per quanto riguarda la parte occidentale dello Stato, le superfici sono sotto un vento di avviso. Tutti i voli in partenza dall'Aeroporto Internazionale di Cleveland-Hopkins sono stati cancellati fino alle 15:00 del 30 ottobre. Sono state riferite raffiche di vento al Cleveland Burke Lakefront Airport che raggiungevano i 109 km/h. Centinaia di distretti scolastici hanno fatto chiudere o ritardare le scuole di tutto lo Stato con almeno 250.000 abitazioni ed imprese senza elettricità. Il danno è stato riportato in tutto lo Stato tra cui il Rock and Roll Hall of Fame che ha perso parte del suo rivestimento.

#### Regione Montagnosa degli Appalachi
Il governatore della Virginia Occidentale, Earl Ray Tomblin, il 29 ottobre, ha dichiarato lo stato di emergenza prima della tempesta. Erano previsti fino a 0.6-0.9 metri di neve per le zone montane dello Stato.

### Canada
Il 25 ottobre, il Canadian Hurricane Center ha pubblicato la sua prima dichiarazione preliminare sull'uragano Sandy dall'Ontario meridionale alle Province marittime, con la possibilità di piogge e venti forti. Il 29 ottobre, Environment Canada ha emesso avvisi di vento severe per i Grandi Laghi e per la Valle di San Lorenzo, dall'Ontario sudoccidentale fino alla Città del Québec. Il 30 ottobre, Environment Canada ha emesso avvisi di tempesta lungo la foce del fiume San Lorenzo. Avvertimenti di precipitazioni sono state emesse per la regione di Charlevoix nel Québec, così come per diverse le province di Nuovo Brunswick e Nuova Scozia, dove 50-70 millimetri di pioggia erano da aspettarseli. Avvertenze di pioggia gelata sono state emesse per parti dell'Ontario settentrionale.

## Impatto
| Nazione               | Morti      | Dispersi | Danni (stimati)     |
| --------------------- | ---------- | -------- | ------------------- |
| Bahamas               | 2          | 0        | $300 milioni USD    |
| Cuba                  | 11         | 0        | $2 miliardi USD     |
| Haiti                 | 104        | 15       | >$100 milioni USD   |
| Giamaica              | 1          | 0        | $55.23 milioni USD  |
| Repubblica Dominicana | 2          | 0        | $30 milioni USD     |
| Stati Uniti d'America | 131        | 0        | $63 miliardi USD    |
| Canada                | 2          | 0        | $100 milioni USD    |
| Totale                | Almeno 253 | 15       | >$65.6 miliardi USD |

Almeno 253 sono le persone di cui è stata confermata la morte negli Stati Uniti, Caraibi, Canada e Bahamas, a causa della furia della tempesta.

### Caraibi

#### Giamaica
Sandy è stato il primo uragano a colpire direttamente la Giamaica dopo l'uragano Gilbert di 24 anni prima. Gli alberi e le linee elettriche sono stati tranciati e molte baracche sono state gravemente danneggiate, sia dai venti che dalle inondazioni. Più di 100 pescatori sono stati bloccati alle periferie di Pedro Cays, al largo della costa meridionale della Giamaica. Alcune pietre cadute da una collina hanno ucciso un uomo, mentre cercava di entrare nella sua casa in un villaggio rurale vicino a Kingston. L'unico fornitore di energia elettrica del paese, la Jamaica Public Service Company (Società di Servizio Pubblico della Giamaica), ha riferito che il 70% dei suoi clienti sono rimasti senza corrente. Più di 1.000 persone si sono riparate dall'uragano in rifugi. Le autorità giamaicane hanno chiuso tutti gli aeroporti internazionali dell'isola e la polizia ha ordinato il coprifuoco di 48 ore nelle città più importanti per tenere la gente lontana dalle strade e scoraggiare i saccheggi. La maggior parte degli edifici nella parte orientale dell'isola hanno perso i tetti. I danni sono stati valutati 55,23 milioni USD in tutto il paese.

#### Hispaniola
Ad Haiti, che si stava ancora riprendendo sia dal terremoto del 2010, che dall'epidemia di colera in corso, almeno 54 persone sono morte e si stima che 200 000 sono rimaste senza casa, a seguito di quattro giorni di piogge ininterrotte, provocate dall'uragano Sandy. Gravi danni si sono verificati a Port-Salut dopo che i fiumi hanno rotto gli argini. Nella capitale Port-au-Prince, le strade sono state inondate dalle piogge pesanti, ed è stato riferito che "tutto il sud del Paese è sott'acqua". La maggior parte delle tende e degli edifici nei campi profughi della città e del quartiere Cité Soleil sono stati inondati, una ripetizione di quello che era successo nella prima parte dell'anno durante il passaggio dell'uragano Isaac. Inoltre, le coltivazioni sono state spazzate via dalla tempesta e il paese ha lanciato appelli per aiuti di emergenza. I danni ad Haiti sono stati stimati a circa 74 milioni USD. Nel mese successivo a Sandy, la ripresa di epidemia di colera, legata alla tempesta, ha ucciso almeno 44 persone e ne ha infettate più di 5.000.
Nella vicina Repubblica Dominicana, due persone sono state uccise e 30.000 evacuate. Un dipendente della CNN ha comunicato che circa il 70% delle strade a Santo Domingo sono state allagate. Una persona è morta a Juana Díaz, in Porto Rico dopo essere stata travolta da un fiume in piena.

#### Cuba

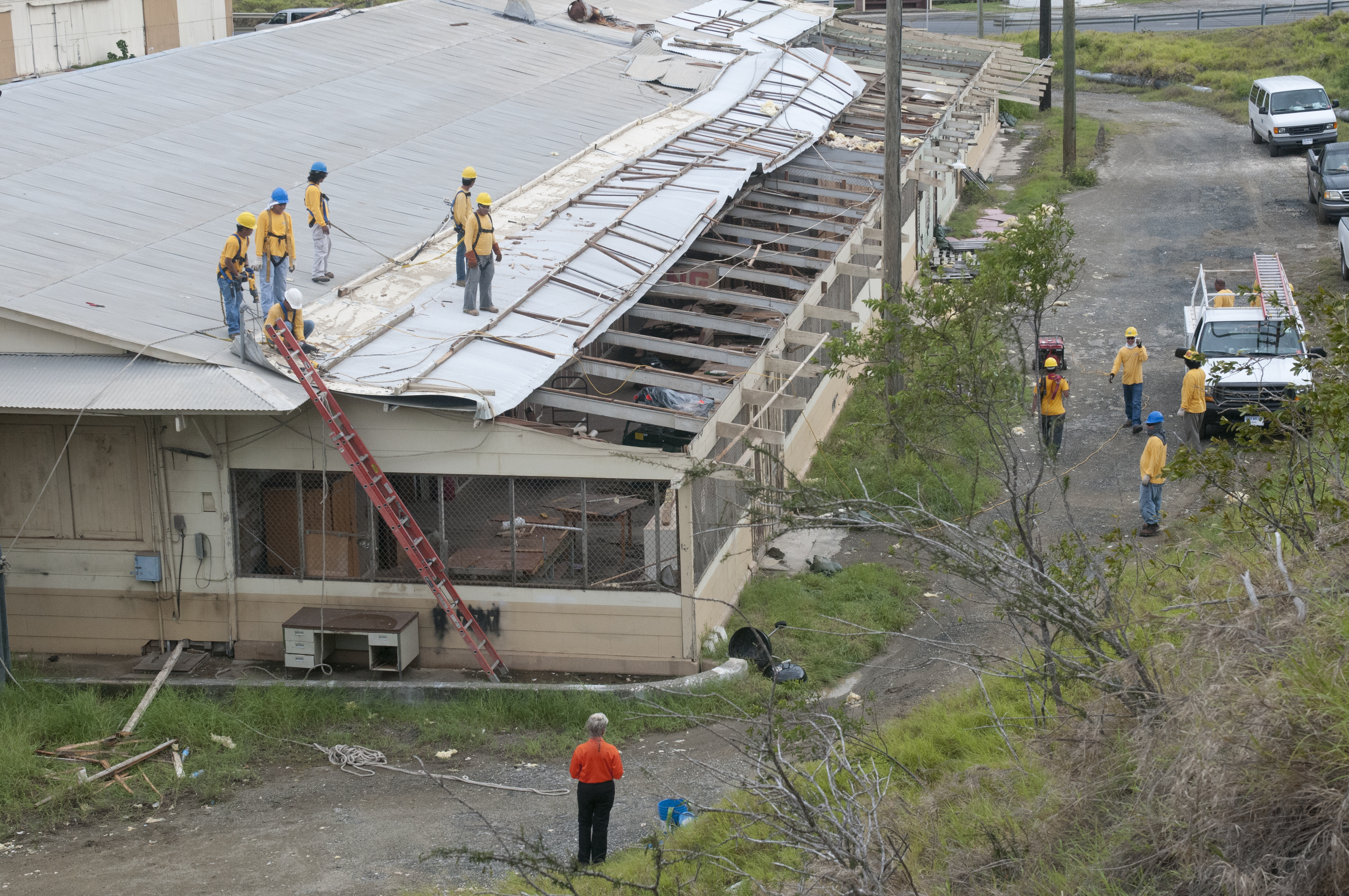
I danni causati a Guantanamo Bay.

Almeno 55.000 persone sono state evacuate prima dell'arrivo di Sandy. La tempesta ha prodotto onde alte fino 9 metri e ha causato vaste inondazioni costiere di 2 metri. I danni erano molto diffusi, in particolare a Santiago di Cuba, dove 132.733 abitazioni sono state danneggiate, di cui 15.322 sono state distrutte e 43.426 sono senza il tetto. I servizi di energia elettrica e l'acqua sono stati eliminati, e la maggior parte degli alberi sono danneggiati. I danni nella provincia di Santiago di Cuba ammontano a 2 miliardi USD.
Sandy ha ucciso 11 persone nel paese (9 nella provincia di Santiago di Cuba e 2 nella provincia di Guantánamo, la maggior parte delle vittime sono rimaste intrappolate in case distrutte. Questo rende Sandy il più letale uragano a colpire Cuba dal 2005, quando l'uragano Dennis fece 16 vittime.

#### Bahamas
Una stazione automatica del NOAA a Settlement Point, sull'isola di Grand Bahama, ha segnalato venti di 74 km/h e una raffica di 102 km/h. Una persona è morta cadendo dal suo tetto durante il tentativo di fissare una serranda di una finestra nell'area di Lyford Cay a New Providence. Un'altra vittima nella zona di Quenn's Cove a Grand Bahama, che rimanendo intrappolata nel suo appartamento dalle ondate del mare, è morta annegata. Alcune parti delle Bahamas sono rimaste senza energia elettrica o senza servizio di rete nel cellulare e un black-out ha colpito tutta l'isola di Bimini. Infine, cinque case sono state gravemente danneggiate vicino alla città di Williams.

### Bermuda
A causa della vastità della tempesta, Sandy ha influenzato anche le Bermuda, con forti venti e piogge pesanti. Il 28 ottobre, un tornado F1 atterrò a Sandys Parish, danneggiando abitazioni e aziende. In tre giorni, la tempesta prodotta fece cadere 25 mm di pioggia all'Aeroporto Internazionale L.F. Wade. I venti più forti sono stati registrati il 29 ottobre e sono state raggiunte raffiche di 60 km/h con picchi di vento a 93 km/h.

### Stati Uniti
Ben 24 stati degli Stati Uniti sono stati in qualche modo colpiti da Sandy. L'uragano ha causato decine di miliardi di dollari di danni negli Stati Uniti, migliaia di case distrutte, milioni di persone senza servizio elettrico e ha ucciso almeno 131 persone in otto Stati, tra cui 53 a New York, 37 nel New Jersey, 13 in Pennsylvania, 11 nel Maryland, 6 in West Virginia, 5 in Connecticut e 3 in Virginia e North Carolina. Questo rende Sandy il più letale uragano a colpire gli Stati Uniti sulla terraferma dall'uragano Katrina nel 2005, così come il più letale uragano a colpire la costa orientale degli Stati Uniti dall'uragano Diane nel 1955.
A causa di inondazioni, tempeste ed altri problemi legati a Sandy, la Amtrak ha cancellato tutti gli Acela Express, Northeast Regional, Keystone e i servizi di navetta per il 29-30 ottobre. Più di 13.000 voli sono stati cancellati in tutti gli Stati Uniti il 29 ottobre e più di 3.500 sono stati annullati il 30 ottobre. Dal 27 ottobre fino ai primi del 1º novembre le compagnie aeree hanno cancellato un totale di 19.729 voli, secondo FlightAware.

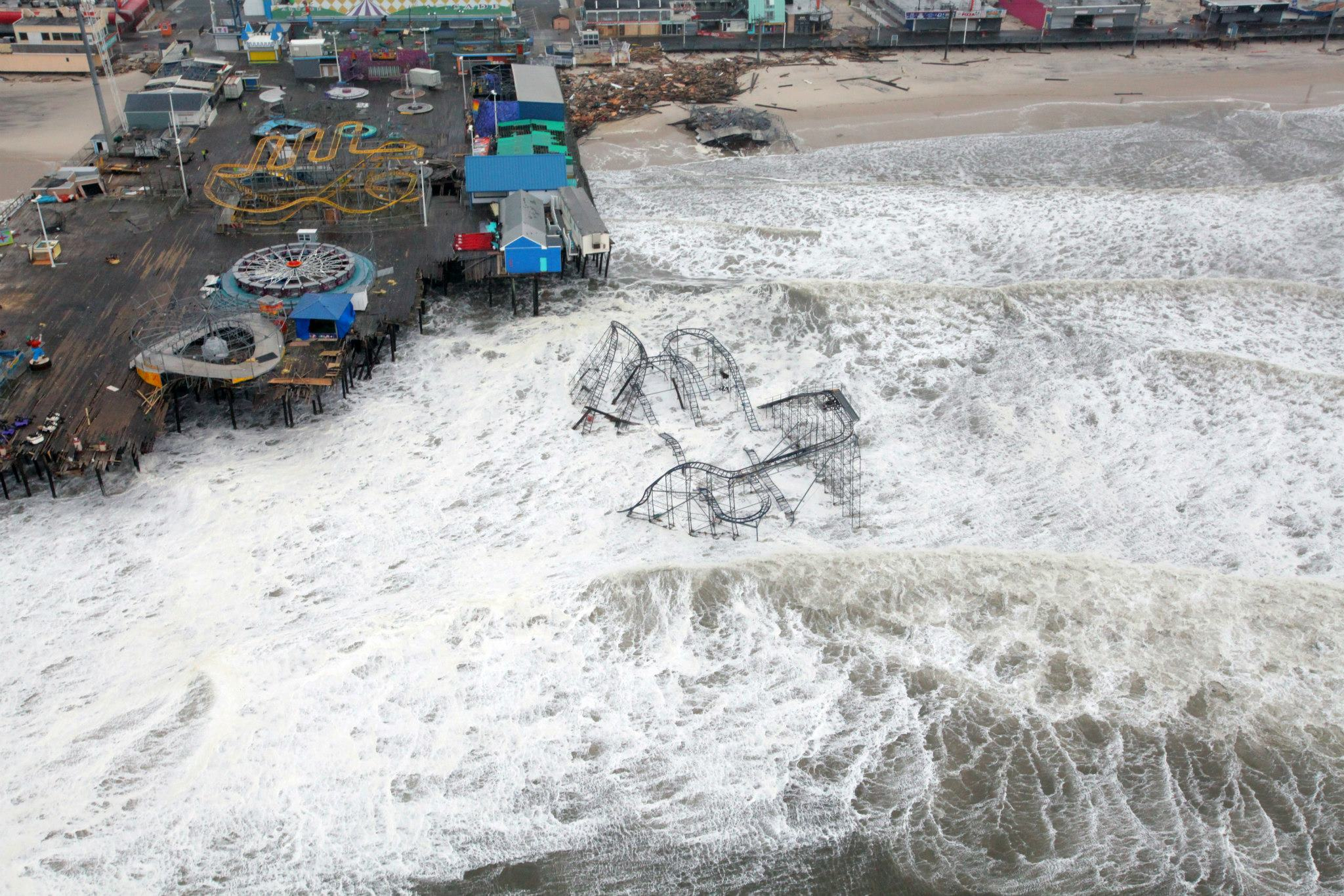
Danni al Casino Pier a Seaside Heights (New Jersey).

All'inizio del 1º novembre poco oltre 4,8 milioni di persone sono rimaste senza elettricità in 15 stati e a Washington, in base a un conteggio fatto dalla CNN. Gli stati con il maggior numero di clienti sono New Jersey con 1.983.694, New York con 1.514.147; Pennsylvania con 526.934 e Connecticut con 352.286. La tempesta sottolinea la fragilità e l'invecchiamento delle infrastrutture americane, con una rete elettrica che è classificata inferiore a quella di nazioni notevolmente più povere come la Slovenia o il Portogallo.
La Borsa di New York e il NASDAQ hanno riaperto il 31 ottobre dopo una chiusura di due giorni per la tempesta. Più di 1.500 persone del FEMA si trovano lungo la costa orientale per sostenere la preparazione alle catastrofi e le operazioni di risposta, tra cui ricerca e soccorso, la conoscenza della situazione, comunicazione e supporto logistico. Inoltre, 28 squadre contenenti 294 membri del Corpo FEMA, sono predisposti per supportare i soccorritori. Tre task force di ricerca urbana e di soccorso sono state posizionate nel Medio-Atlantico e sono pronte per la distribuzione se necessario.
Il 2 novembre, la Croce Rossa Americana ha annunciato di avere 4.000 lavoratori di emergenza in tutte le aree danneggiate dalla tempesta, con migliaia di altri in rotta da altri stati. Quasi 7.000 persone hanno trascorso la notte in rifugi di emergenza in tutta la regione.
Sempre lo stesso giorno, un telethon in diretta: Hurricane Sandy: Coming Together che ha caratterizzato rock e pop star come Bruce Springsteen, Billy Joel, Jon Bon Jovi, Mary J. Blige, Sting e Christina Aguilera, ha raccolto circa $23 milioni USD per la Croce Rossa Americana, a favore delle operazioni di soccorso dell'uragano.
Il 5 novembre 2012, il National Hurricane Center classifica l'uragano Sandy come il secondo più costoso uragano degli Stati Uniti dal 1900 e il sesto più costoso dopo l'aggiustamento per i valori dell'inflazione, della popolazione e delle proprietà. Il loro rapporto afferma inoltre che a causa del riscaldamento globale, il numero di futuri uragani "o diminuirà o rimarrà sostanzialmente invariato" nel complesso, ma quelli che si formeranno saranno probabilmente più forti, con venti più potenti e più pesanti piogge.

### Sud-est

#### Florida
Nel sud della Florida, Sandy ha sferzato la zona con onde e venti forti e raffiche brevi. Lungo la costa della contea di Miami-Dade, le onde hanno raggiunto i 3 metri di altezza, ma potrebbero aver raggiunto i 6,1 m nella contea di Palm Beach. Più a nord nella contea di Broward, la Strada Statale A1A è stata inondata da sabbia e acqua ed un tratto di strada di 3,2 km è rimasto chiuso per l'intero weekend. Inoltre, le inondazioni costiere si sono estese nell'entroterra in alcune località e poche case nella zona hanno subito danni causati dall'acqua. A Manalapan, che si trova nel sud della contea di Palm Beach, diverse case sulla spiaggia sono state minacciate dall'erosione. Il Pier Lake Worth è stato danneggiato da mari agitati. Solo nella contea di Palm Beach, i danni stimati hanno raggiunto i $ 14 milioni.
Raffiche di vento hanno colpito anche il sud della Florida, con picchi fino a 108 km/h, registrati a Jupiter e Fowey Rocks Light, che è vicino a Key Biscayne. Inoltre, la tempesta ha portato interruzioni di erogazione di energia elettrica in tutta la regione, che hanno lasciato molti semafori fuori uso.
Nel centro-orientale della Florida, i danni sono stati minori, anche se la tempesta ha lasciato circa 1000 persone senza elettricità. Le Compagnie aeree presenti all'Aeroporto Internazionale di Miami hanno cancellato più di 20 voli da e per la Giamaica e le Bahamas; anche all'Aeroporto Internazionale di Fort Lauderdale-Hollywood sono stati cancellati un totale di 13 voli per le isole. La mattina del 26 ottobre, la Guardia Costiera ha tratto in salvo due uomini della contea di Volusia al largo di New Smyrna Beach. Le scuole delle contee di Brevard e di Volusia hanno cancellato tutte le attività extrascolastiche per il 26 ottobre.
Due pantere della Florida sono fuggite dal White Oak Conservation Center nella contea di Nassau, dopo che l'uragano ha gettato un albero nel loro recinto; sono trascorse 24 ore prima di essere state trovate in buona salute.

#### Carolina del Nord

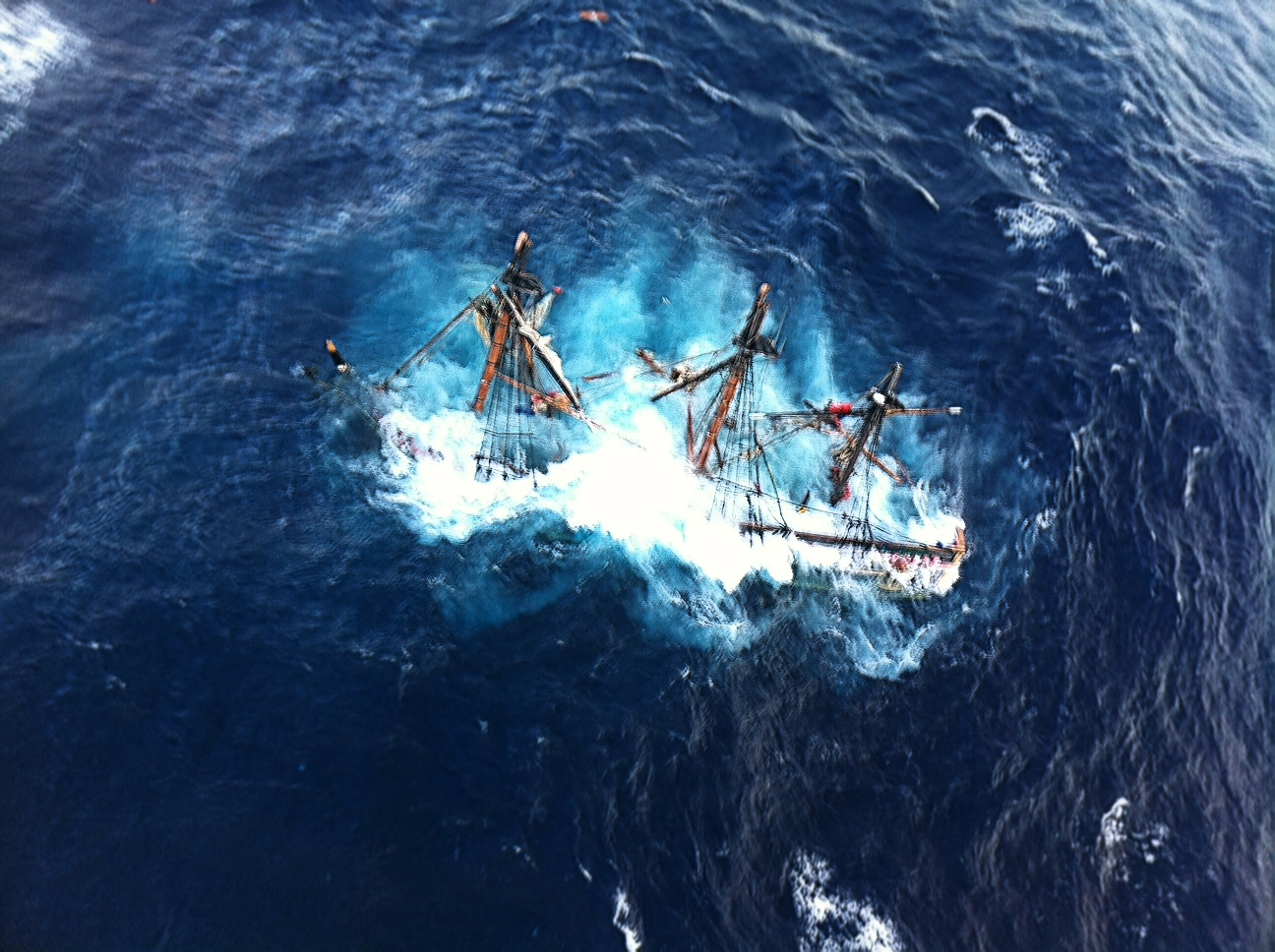
Il veliero da 180 metri, "Bounty", viene mostrato quasi sommerso durante l'uragano Sandy nell'Oceano Atlantico a circa 90 miglia (140 km) a sud est di Hatteras, il 29 ottobre 2012.

Il 28 ottobre, il Governatore Beverly Perdue ha dichiarato lo stato di emergenza in 24 contee occidentali a causa di neve e forti venti. La Carolina del Nord è stata risparmiata dai maggiori danni durante la sera del 28 ottobre, anche se i venti, le piogge e la neve nell'entroterra hanno influenzato l'intero Stato. Non si può dire lo stesso ad Hatteras Island, alla città di Ocracoke e sulla Highway 12, che sono state inondate fino a un'altezza di 0.6 m, in seguito, parte della strada è stata chiusa. Altre 20 persone durante un viaggio di pesca sono rimaste bloccate a Portsmouth Island.
Il 29 ottobre, la Guardia Costiera degli Stati Uniti rispose a una chiamata di soccorso del veliero Bounty, che era stato costruito e impiegato per realizzare il film Gli ammutinati del Bounty. La nave si trovava a circa 90 km a sud-est di Capo Hatteras, aveva 16 persone a bordo e stava imbarcando acqua. La Guardia Costiera riferì che tutti i membri dell'equipaggio indossavano tute di sopravvivenza e giubbotti di salvataggio; la mattina del 29 ottobre, la Guardia Costiera ne trasse in salvo 14. Un membro dell'equipaggio fu trovato dopo alcune ore, ma non dava segni di vita e morì; solo il capitano rimase disperso. La nave affondò poco dopo che l'equipaggio era stato tratto in salvo. Il 1º novembre, la Guardia Costiera sospese le ricerche di Robin Walbridge, il capitano del Bounty. La ricerca durò più di 90 ore e coprì circa 12.000 miglia nautiche quadrate nell'Oceano Atlantico.
Al 4 novembre, sono stati verificati 3 decessi nella Carolina del Nord correlati all'uragano Sandy.

#### Virginia
Il 29 ottobre, la neve cadeva in alcune parti dello Stato. Il Governatore McDonnell, il giorno successivo, annunciò che la Virginia era stato "risparmiata da un evento significativo", ma riferì preoccupazione circa l'acqua alta dei fiumi in piena. La Virginia ottenne la dichiarazione di disastro federale, e il governatore McDonnell si disse "felice" che il presidente Barack Obama e FEMA avessero agito immediatamente. Alla massima potenza di Sandy, 200.000 persone erano senza luce e nella Virginia del Nord, dove si verificò la maggior parte delle interruzioni, 92.000 abitanti erano ancora senza energia elettrica al 30 ottobre. Il servizio fu completamente ripristinato entro il 10 novembre.
La notte del 2 novembre vi furono due decessi dovuti al ciclone.

#### Medio-Atlantico

##### Maryland e Washington

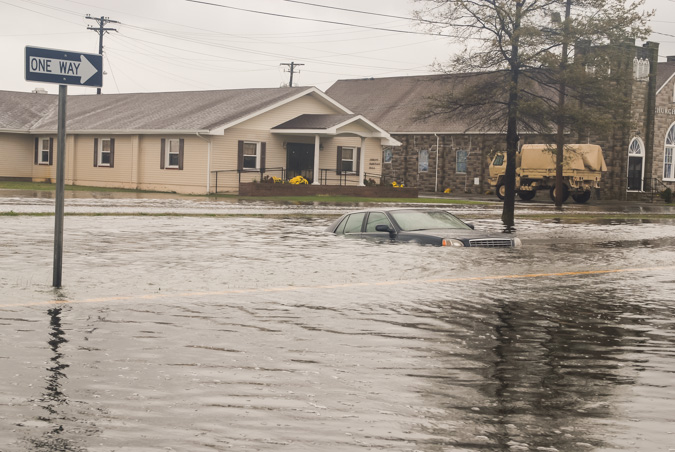
Inondazione a Crisfield, nel Maryland.

La Corte Suprema e l'Ufficio della direzione del personale del Governo degli Stati Uniti sono stati fatti chiudere il 30 ottobre e le scuole sono rimaste chiuse per due giorni. MARC e Virginia Railway Express sono stati chiusi il 30 ottobre.
Almeno 10 metri di un molo di pesca a Ocean City è stato distrutto. Il governatore Martin O'Malley ha detto che il molo è "mezzo-andato". A causa dei forti venti, il Chesapeake Bay Bridge e il E. Millard Tydings Memorial Bridge sulla Interstatale 95 sono stati chiusi. Durante la tempesta, il sindaco di Salisbury ha istituito un'emergenza civile e il coprifuoco. L'interstatale 68 nel lontano Maryland Occidentale e a nord della Virginia Occidentale è stata chiusa a causa della neve pesante, più veicoli sono rimasti bloccati e hanno richiesto assistenza da parte della Guardia Nazionale del Maryland. I lavoratori nella contea di Howard hanno cercato di fermare uno straripamento di acque di scarico, causato da un black-out il 30 ottobre. I liquami si sono rovesciati ad una velocità di 2 milioni di litri all'ora. Non è chiaro quanti litri di acque reflue sono sfociate nel Patuxent River.
Ben 365.700 persone sono rimaste senza elettricità a causa della tempesta.

##### Delaware
Nel pomeriggio del 29 ottobre, le precipitazioni a Rehoboth Beach sono state pari a 166 mm. Tra gli altri rapporti di precipitazioni quasi 180 mm a Indian River e più di 100 mm a Dover e a Bear. Alle 4 del pomeriggio del 29 ottobre, la Pepco Holdings ha riportato sul suo sito web che più di 13.900 clienti nel Delaware e in alcune parti della costa orientale del Maryland, avevano perso il servizio elettrico, a causa dei venti forti che hanno abbattuto alberi e linee elettriche. Circa 3.500 di questi erano nella Contea di New Castle, 2.900 erano in quella di Sussex e più di 100 sono stati in quella di Kent. Alcuni residenti nelle contee di Kent e Sussex hanno avuto a che fare con interruzioni di corrente che sono durate fino a quasi sei ore. Il limite di velocità sul Delaware Memorial Bridge è stato ridotto a 40 km/h e le due corsie esterne per senso di marcia sono state chiuse. I funzionari prevedettero di chiudere entrambi i ponti se i venti avessero superato gli 80 km/h. Una raffica di vento di 103 km/h è stata misurata a Lewes poco prima delle 14:30 del 29 ottobre, la Delaware Route 1 è stata chiusa a causa delle inondazioni tra Dewey Beach e Fenwick Island. A Dewey, l'acqua era alta da 0,30 a 0,61 m. Dopo l'impatto nel Delaware, il presidente degli Stati Uniti Barack Obama ha dichiarato tutto lo Stato in zona di disastro federale, fornendo denaro e le agenzie per le operazioni di soccorso in seguito all'uragano Sandy.

##### New Jersey

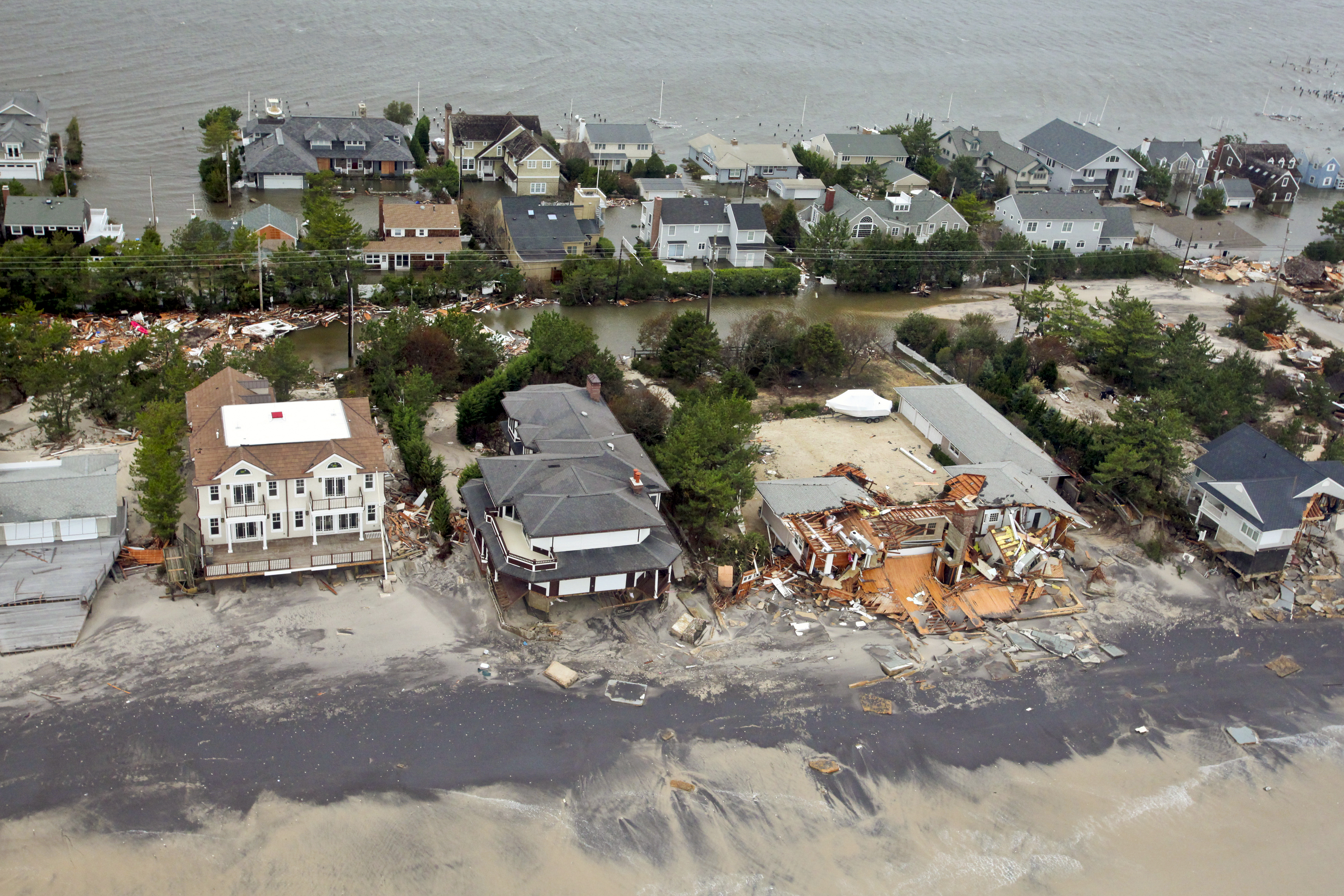
I danni riportati a Long Beach.

Un pezzo di circa 18 metri della passerella di Atlantic City è stato spazzato via. Metà della città di Hoboken è stata allagata e i suoi 50.000 abitanti ha dovuto evacuare due delle caserme dei pompieri, il sindaco è stato costretto a chiedere l'aiuto della Guardia Nazionale del New Jersey. La mattina del 30 ottobre, le autorità della Contea di Bergen, hanno evacuato i residenti, dopo che un berma (argine) non ha tenuto e diverse comunità sono state allagate. Il Capo di Stato Maggiore della polizia Jeanne Baratta, ha detto che ci sono fino a 5 m d'acqua per le strade di Moonachie e Little Ferry. L'Ufficio di gestione delle emergenze dello Stato, ha detto che sono stati compiuti dei salvataggi a Carlstadt. Baratta ha comunicato che le tre città sono state "devastate" dall'acqua.
Almeno 24 persone in tutto lo Stato sono morte e i danni sono stimati a 30 miliardi USD.

##### Pennsylvania
Il 30 ottobre, il Sindaco di Filadelfia Michael Nutter, ha detto che la città non avrebbe operazioni di transito di massa su tutte le linee. Tutte le principali autostrade dentro e intorno alla città di Philadelphia sono state chiuse il 29 ottobre durante l'uragano, tra cui l'Interstate 95, una parte della Blue Route della Interstate 476, la Vine Street Expressway, Schuylkill Expressway (I-76), e la superstrada di Roosevelt; U.S. route 1. In seguito, le autostrade hanno riaperto alle 04:00 della mattina del 30 ottobre. Il Delaware River Port Authority aveva chiuso anche i valichi principali sul fiume Delaware tra la Pennsylvania e il New Jersey a causa di forti venti, tra cui il Commodore Barry Bridge, il Walt Whitman Bridge, il Benjamin Franklin Bridge e il Betsy Ross Bridge. Più di 1,2 milioni di persone sono state lasciate senza corrente a causa della tempesta. A partire dalla mattina del 2 novembre, il numero di persone era in calo, solo 372.000 clienti erano ancora senza elettricità.
Al 4 novembre, in Pennsylvania sono stati segnalati 14 morti che si crede siano correlati a Sandy secondo il Pennsylvania Emergency Management Agency.

##### New York

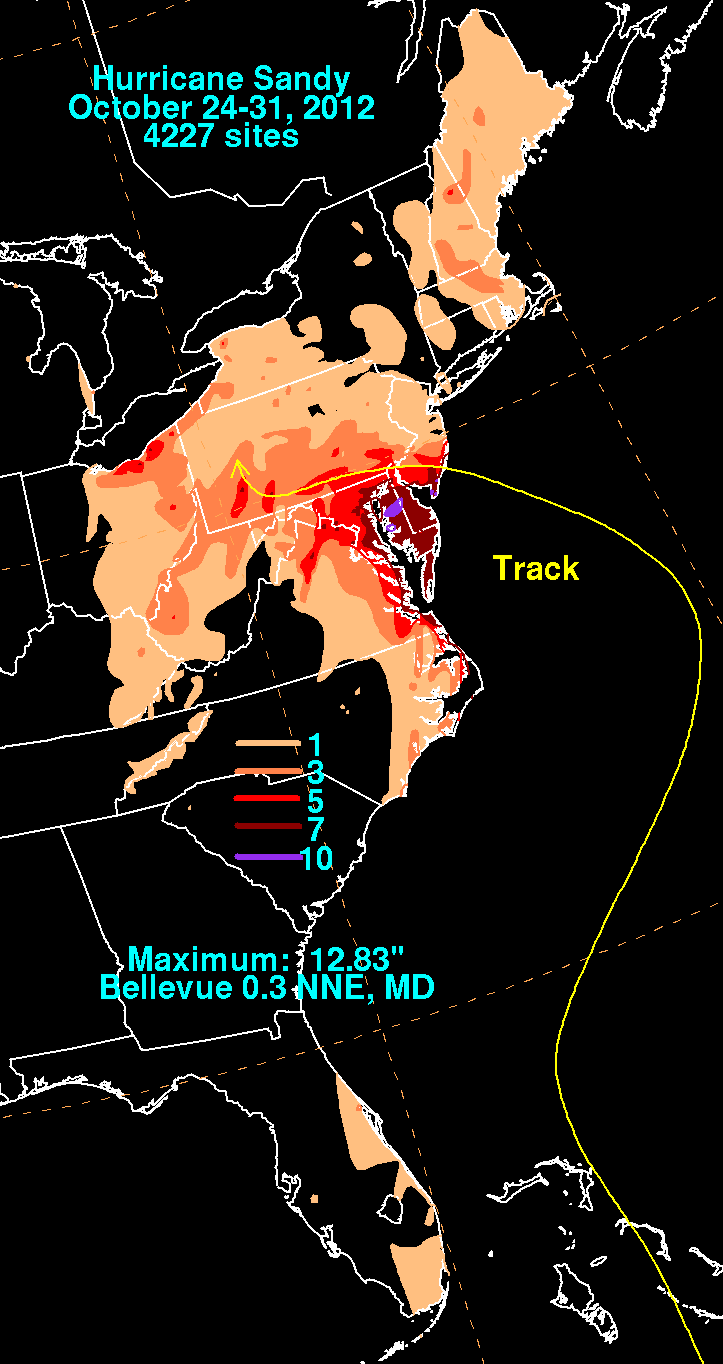
Precipitazioni totali provocati da Sandy negli Stati Uniti.

Il Governatore di New York Andrew Cuomo, chiamò a rapporto membri della Guardia Nazionale di New York per aiutare all'interno dello Stato. L'impatto della tempesta su Upstate New York è stato molto più limitato rispetto che a New York, si sono verificati parecchi allagamenti e alcuni alberi sono stati abbattuti, ma molti meno che durante la tempesta di neve occidentale e settentrionale di NY del 3-4 marzo 1991. I servizi pubblici (luce, gas, ecc) dell'area di Rochester sono stati interrotti per poco meno di 19.000 persone in sette contee.
Il Sindaco Bloomberg ha annunciato che le scuole pubbliche della città di New York sarebbero rimaste chiuse martedì 30 ottobre e mercoledì 31 ottobre, ma in realtà lo sono rimaste fino al 2 novembre. Il CUNY e NYU hanno cancellato tutte le classi e le attività del campus per il 30 ottobre. La Borsa di New York è stato chiuso per due giorni, la prima chiusura a causa di problemi climatici dal 1985. È stata anche la prima volta che ha chiuso due giorni di seguito dalla Grande Tormenta del 1888.
L'East River è straripato, inondando ampie fasce di Lower Manhattan. Battery Park si è alzato di circa 4 metri. Sette tunnel della metropolitana sotto l'East River sono stati allagati a partire dal 30 ottobre. La Metropolitan Transportation Authority ha detto che la distruzione causata dalla tempesta è stata il peggior disastro nei 108 anni di storia della metropolitana di newyorkese. L'acqua del mare ha invaso il sito in costruzione di Ground Zero. Inoltre, una facciata di quattro piani dell'edificio Chelsea crollò, lasciando l'interno in vista. Tuttavia, nessuno è rimasto ferito.

Dopo aver ricevuto molte lamentele riguardanti la maratona, il sindaco Bloomberg ha annunciato nel tardo pomeriggio del 2 novembre, che la Maratona di New York è stata annullata. L'evento doveva aver luogo il 4 novembre. 

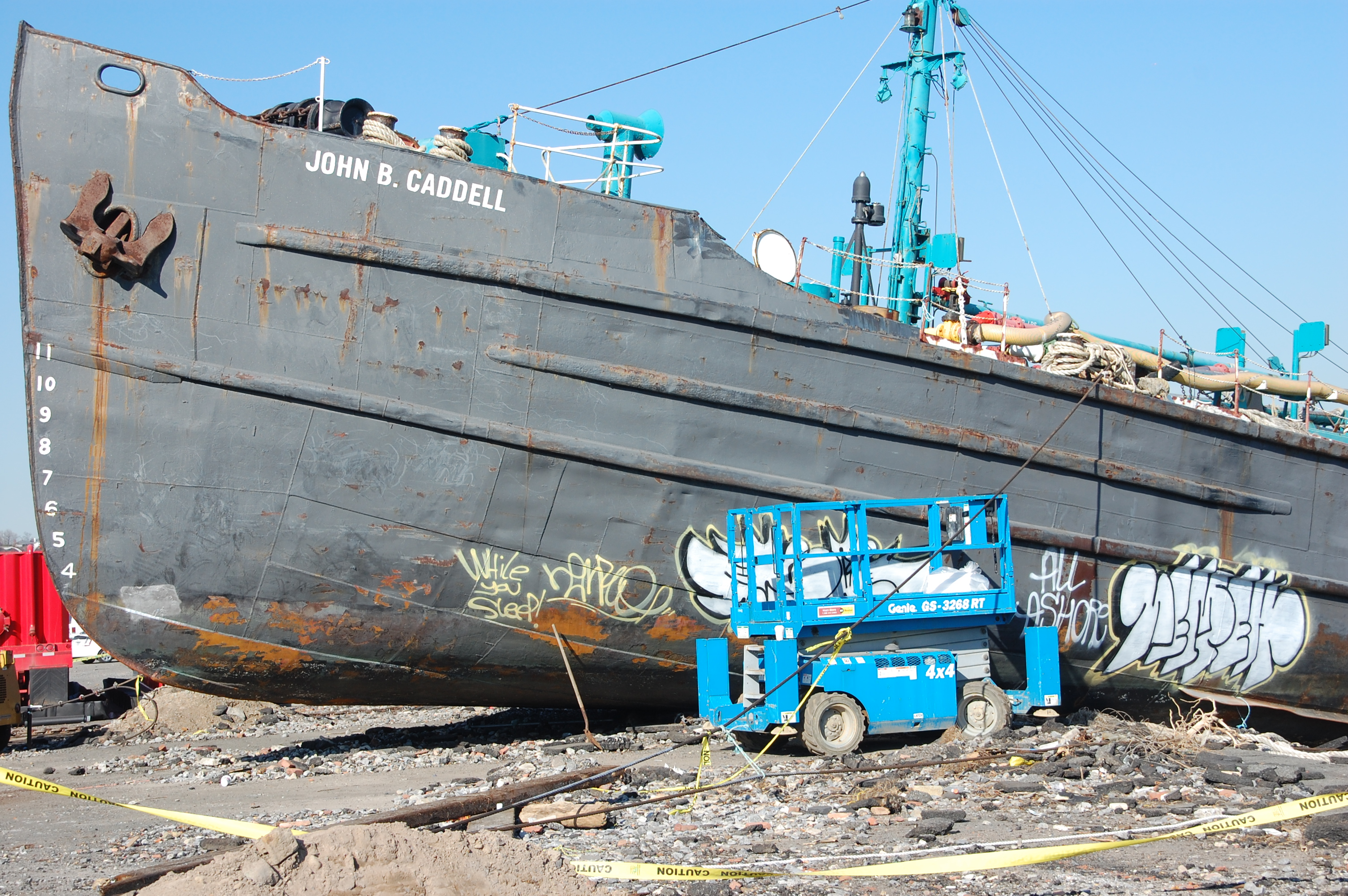
Immagine della prua della "John B. Caddell", la cisterna di acqua arenatasi a Staten Island durante l'uragano Sandy.

 Gli organizzatori della Maratona avevano detto che non hanno intenzione di riprogrammarla.
La carenza di gas in tutta la regione ha portato a uno sforzo da parte del governo federale degli Stati Uniti a portare fino a 10 litri di benzina, a titolo gratuito, alle popolazioni colpite per esigenze elettriche o di prima necessità. Questo ha causato immediatamente un enorme traffico di 20 isolati, così venne subito sospesa. L'8 novembre, il sindaco Bloomberg ha annunciato che il razionamento alterno di benzina sarebbe in effetti iniziato il 9 novembre fino a nuovo avviso.
Il governatore Cuomo ha detto che Sandy è stato "più incisivo" dell'uragano Katrina; i danni stimati a New York sono 42 miliardi USD. La tempesta ha gravemente danneggiato o distrutto circa 100.000 case a Long Island e più di 2.000 abitazioni sono ritenute inagibili.

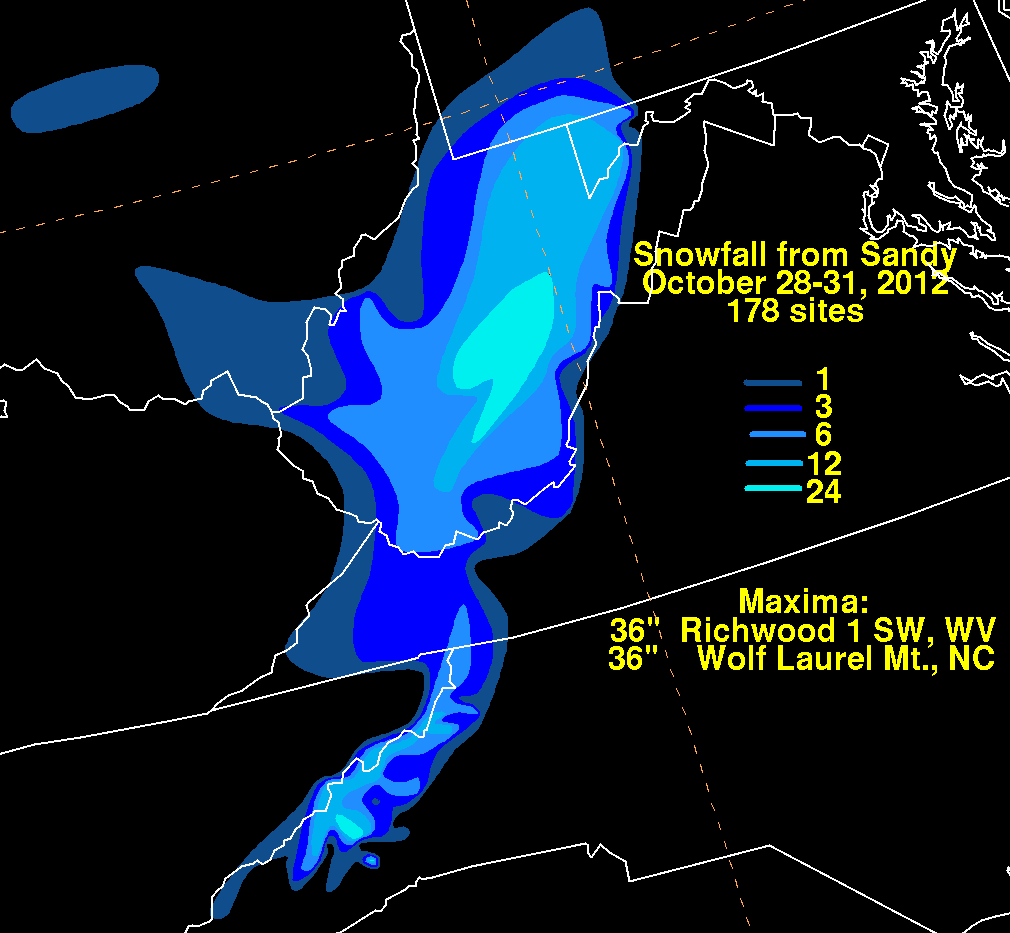
Nevicate in pollici provocate da Sandy lungo gli Appalachi.

#### New England
Raffica di vento a 133 km/h sono state registrate poco fuori Capo Cod e nella baia di Buzzards. Più di 385.000 persone sono rimasti senza energia elettrica in Massachusetts, dove strade ed edifici sono stati allagati. Oltre 100.000 clienti hanno perso l'elettricità a Rhode Island. La maggior parte dei danni sono lungo la costa, dove alcune comunità sono state allagate. Mount Washington, nel New Hampshire, ha visto la più forte raffica vento misurata dalla tempesta a 225 km/h. In quello Stato, più di 200.000 clienti sono rimasti senza luce.

#### Appalachia e Medio-Ovest

##### Virginia Occidentale
La pioggia di Sandy divenne neve sulle montagne degli Appalachi, quando una striscia di aria artica densa e pesante si spinge verso sud attraverso la regione. Questo normalmente dovrebbe causare un "Nor'easter", spingendo a duplicare Sandy in un "nor'eastercane" o in un "Frankenstorm." Caddero dai 30 ai 91 cm di neve in 28 contee su un totale di 55 dello Stato. I maggiori accumuli nevicata è stato di 84 cm di Clayton. Tuttavia, The Weather Channel ha indicato un picco di nevicata di 91 cm a Richwood. Altre nevicate significativi sono state: 81 cm a Snowshoe, 74 cm a Quinwood e 71 cm a Davis, Flat Top e Huttonsville. La mattina del 31 ottobre, 36 strade erano ancora chiuse a causa degli alberi caduti, delle linee elettriche saltate e della neve in mezzo alla strada. Più di 200.000 abitanti sono rimasti senza luce durante la bufera di neve. Un comunicato della società elettrica disse che la regione più colpita indicava che la maggior parte della Virginia Occidentale avrebbe dovuto ripristinare la corrente entro l'inizio della settimana dopo la tempesta, ma sarebbe stato più lungo per i clienti nelle zone isolate a causa del terreno difficile e della neve pesante. La mattina del 2 novembre, 104.000 clienti erano ancora senza elettricità, in calo di circa 271.000.

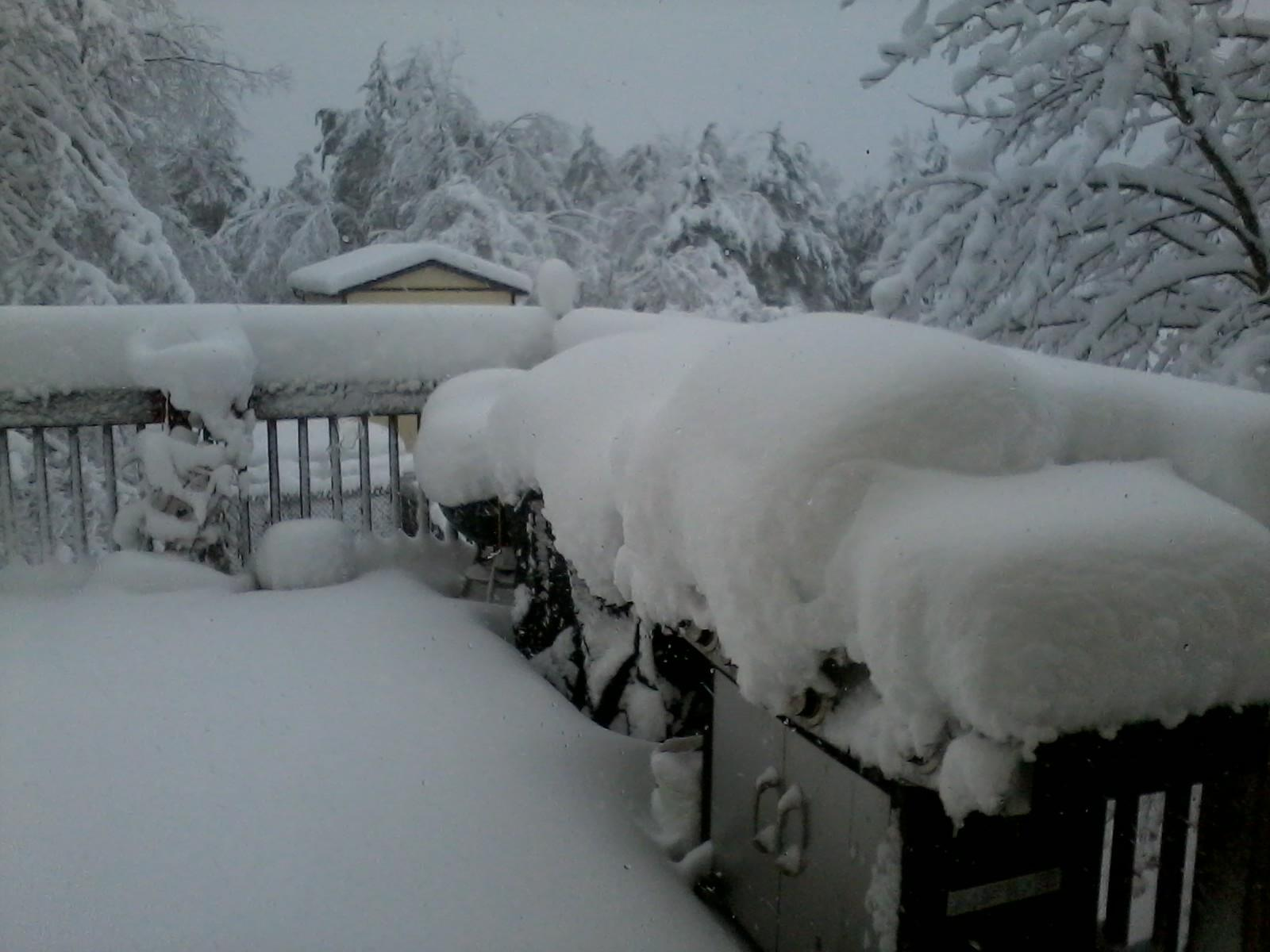
Neve caduta a causa di Sandy in Virginia Occidentale.

John Rose, Sr., il candidato repubblicano per il 47º distretto dello Stato al Parlamento, è rimasto ucciso in seguito alla caduta di un ramo d'albero spezzato dalla furia della nevicata. È ancora difficile valutare i danni nelle aree isolate, accessibili solo da strade impraticabili, che hanno perso l'energia elettrica e sono senza vie di comunicazione, ma non ci sono state segnalazioni di edifici crollati in diverse contee a causa del peso della neve pesante bagnata. Complessivamente, ci sono stati 7 morti correlati all'uragano Sandy e a tutto quello che si è lasciato dietro in tutto lo Stato. Il Governatore della Virginia Occidentale Earl Ray Tomblin, ha chiesto al Presidente degli Stati Uniti di proclamare la dichiarazione di disastro federale ed il 30 ottobre, tale dichiarazione di emergenza è stata approvata dal presidente Obama.
Dalla mattina dell'8 novembre, circa 15.000 residenti sono rimasti senza elettricità nello Stato. In tarda serata dello stesso giorno, il numero è sceso a 12.000 in oltre 6 contee.

##### Ohio
Al Cleveland Burke Lakefront Airport sono state misurate raffiche di vento di 109 km/h. Il 30 ottobre, centinaia di distretti scolastici hanno cancellato o ritardato tutte le scuole dello Stato a causa di almeno 250.000 abitazioni e imprese senza energia elettrica. Il danno è stato riportato in tutto lo Stato, tra cui il Rock and Roll Hall of Fame, che ha perso parte del suo rivestimento. Al 2 novembre, decine di abitanti erano ancora nei rifugi della Croce Rossa e molte scuole sono rimaste chiuse a causa delle interruzioni di corrente attorno a Cleveland. Oltretutto, 89.000 persone sono rimaste al buio per lo più nella parte nord-est dello Stato, rispetto a oltre 250.000 totali. Neve è stata segnalata in alcune parti ad est dell'Ohio e a sud di Cleveland; inoltre, neve e strade ghiacciate sono state segnalate anche a sud di Columbus.

##### Michigan
La DTE Energy ha comunicato che più di 120.000 persone sono rimaste senza elettricità. Il National Weather Service ha comunicato che onde fino a 23 metri di altezza sono stati segnalate a sud del lago Huron. Al 2 novembre, 5000 sono le persone senza luce, rispetto alle 154.000 iniziali.

##### Kentucky
Più di 30 cm di neve sono caduti nel Kentucky orientale dovuti all'incontro dell'uragano con il fronte artico.

### Canada
La fase terminale di Sandy ha prodotto forti venti lungo il lago Huron e Georgian Bay, dove sono state misurate raffiche a 105 km/h. Una raffica di 121 km/h è stata misurata in cima al Blue Water Bridge. Una donna è morta dopo essere stata colpita da un pezzo di detriti volanti a Toronto. Inoltre, almeno 145.000 persone in tutto l'Ontario sono rimasti al buio a partire dalla mattina del 30 ottobre; anche un altro uomo ha perso la vita, un elettricista della Bluewater Power che è stato fulminato a Sarnia mentre era al lavoro per ripristinare la corrente. Centinaia di voli sono stati cancellati e circa 49.000 case e imprese sono rimaste senza energia elettrica nel Québec durante la tempesta, 40.000 solo nella regione delle Laurentides, così come più di 4.000 clienti nell'Eastern Townships e 1.700 a Montréal. Anche 14.000 persone in Nuova Scozia sono rimaste al buio proprio durante il culmine della tempesta. Il 28 novembre 2012 la Insurance Bureau of Canada ha stimato che le cifre preliminari dei danni arrivino a 100 milioni USD in Canada.

## Beneficenza
Diverse organizzazioni hanno contribuito alle operazioni di aiuto dopo l'uragano. La Disney-ABC Television Group ha tenuto una "Giornata del Dare" il 5 novembre, raccogliendo 17 milioni USD sui programmi dei suoi canali televisivi per la Croce Rossa Americana. La NBC ha raccolto oltre 23 milioni di USD nel corso del programma maratona: "Hurricane Sandy: Coming Together". News Corporation ha donato 1 milione USD per i soccorsi nell'Area metropolitana di New York.
Le Nazioni Unite e il Programma Alimentare Mondiale si sono impegnate ad inviare aiuti umanitari per almeno 500.000 persone a Santiago di Cuba.
Il 3 dicembre, è stato annunciato il concerto di solidarietà " 12-12-12: The Concert for Relief Sandy " tenutosi il 12 dicembre 2012 al Madison Square Garden di New York. Vari canali televisivi negli Stati Uniti e a livello internazionale hanno mandato in onda le quattro ore di concerto che si stima abbiano raggiunto oltre 1 miliardo di persone in tutto il mondo. Il concerto è stato caratterizzato da un ricco programma, con le esibizioni di artisti come Bon Jovi, Eric Clapton, Dave Grohl, Billy Joel, Alicia Keys, Chris Martin, Paul McCartney, The Rolling Stones, Bruce Springsteen e la E Street Band, Roger Waters, Eddie Vedder, Kanye West e The Who. Grandi siti web tra cui Fuse, MTV, YouTube, AOL e Yahoo! hanno assicurato la trasmissione in streaming dell'intera performance.